# Felipe II de España
Felipe II de España, llamado «el Prudente» (Valladolid, 21 de mayo de 1527-San Lorenzo de El Escorial, 13 de septiembre de 1598), fue rey de España desde el 15 de enero de 1556 hasta su muerte; de Nápoles y Sicilia desde 1554; y de Portugal y los Algarbes —como Felipe I— desde 1580, logrando una unión dinástica que duró sesenta años. Fue asimismo rey de Inglaterra e Irlanda iure uxoris, por su matrimonio con María I, entre 1554 y 1558.
Fue hijo y heredero de Carlos I de España e Isabel de Portugal, hermano de María de Austria y Juana de Austria, nieto por vía paterna de Juana I de Castilla y Felipe I de Castilla, y de Manuel I de Portugal y María de Aragón por vía materna. Murió el 13 de septiembre de 1598 a los setenta y un años de edad, en el monasterio de San Lorenzo de El Escorial, para lo cual fue llevado desde Madrid en una silla-tumbona fabricada para tal ocasión, dada la insistencia del monarca de pasar sus últimos días allí.
Desde su muerte fue presentado por sus defensores como arquetipo de virtudes, y por sus enemigos como una persona fanática y despótica. Esta dicotomía entre la leyenda blanca o rosa y leyenda negra fue favorecida por sus propios actos, ya que se negó a que se publicaran biografías suyas en vida y ordenó la destrucción de su correspondencia, y jamás se defendió de la propaganda enemiga. Como resultado, el hispanista Helmut Koenigsberger escribiría de él que "no ha habido, quizás, personaje de la historia moderna, ni siquiera Napoleón o Stalin, tan enigmático y controvertido como Felipe II de España... ni sus contemporáneos ni historiadores posteriores se ponen de acuerdo sobre su personalidad, sus objetivos o incluso cuánto éxito tuvo".
Su reinado se caracterizó por la exploración global y la expansión territorial a través de los océanos Atlántico y Pacífico. Con Felipe II, la monarquía española llegó a ser la primera potencia de Europa y el Imperio español alcanzó su apogeo. Por primera vez en la historia, un imperio integraba territorios de todos los continentes habitados.

## El príncipe Felipe

### Educación

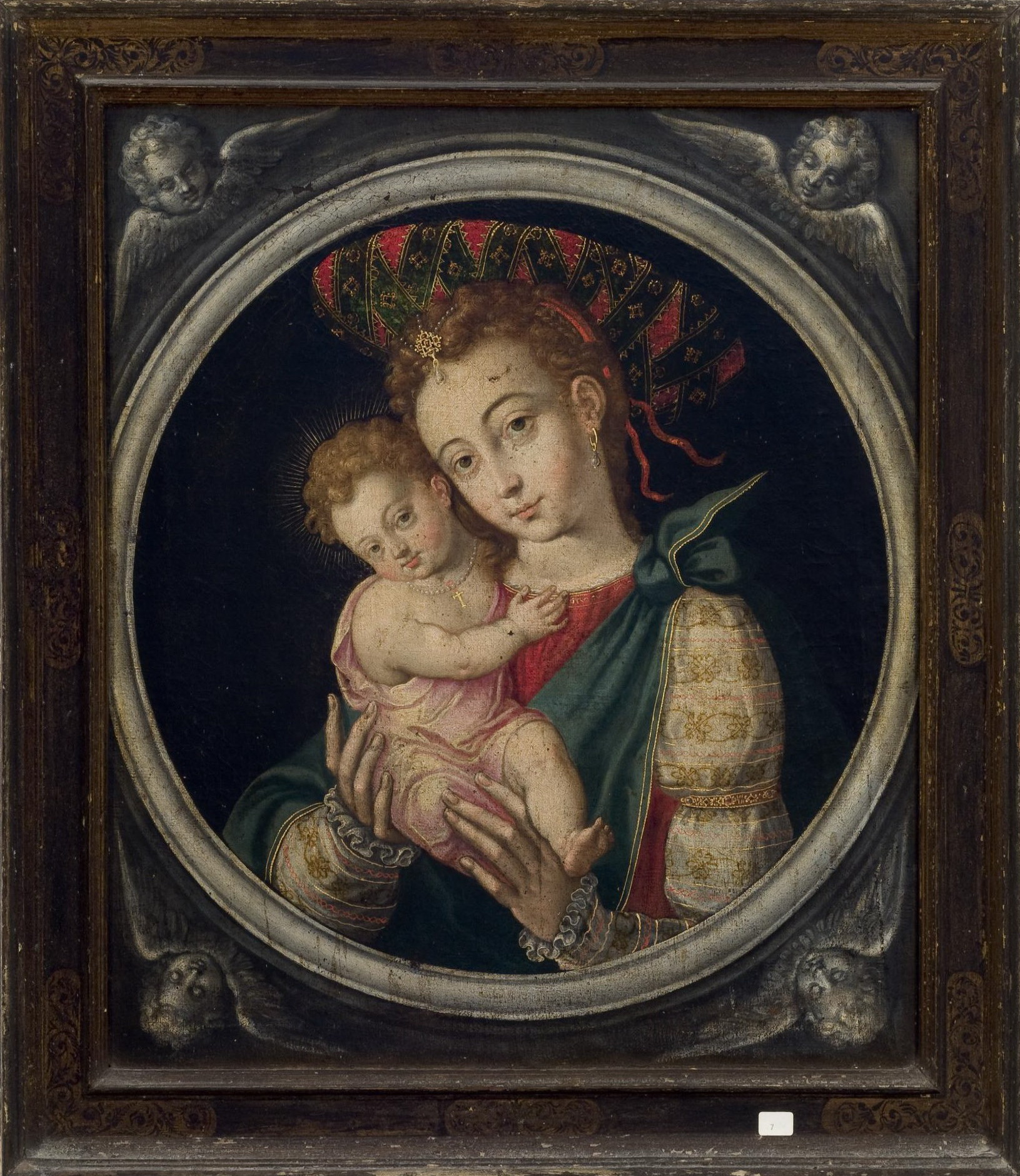
La emperatriz Isabel con el príncipe Felipe (futuro Felipe II de España), retrato a lo divino a la manera de la Virgen con el Niño. ¿Copia del original pintado en 1529 por Antonio de Holanda, en Toledo?

En 1534, la emperatriz Isabel escoge a Silíceo como maestro del aún niño Felipe. En 1535, Carlos V nombra a don Juan de Zúñiga y Avellaneda ayo o educador del príncipe, pasando Felipe a ser educado solo por hombres, y abandonando la compañía y tutela de su madre, que tenía una pequeña casa o corte integrada en su mayoría por mujeres. 
En 1541, Juan Calvete de Estrella sustituye a Silíceo como maestro de Felipe. El príncipe aprendió latín y griego, pero no se le enseñó formalmente ni francés ni italiano, lenguas que podía entender, pero que no llegó nunca a dominar, a pesar de ser idiomas de buena parte de sus futuros súbditos.
Carlos, debido a sus ausencias, no pudo implicarse en la educación de su hijo, pero en 1543, nombró a Felipe gobernador de España, asesorado por tres consejeros veteranos, participando en asuntos de estado, cargo que ejercerá hasta 1548, y cuya experiencia le sirvió para formarse como futuro monarca.
El 30 de junio de 1546, a la edad de 19 años, Felipe recibe la carta de emancipación por mandado de su padre, el cual renuncia a la patria potestad; el joven príncipe es ya mayor de edad a nivel legal.

### El felicísimo viaje [1548-1551]

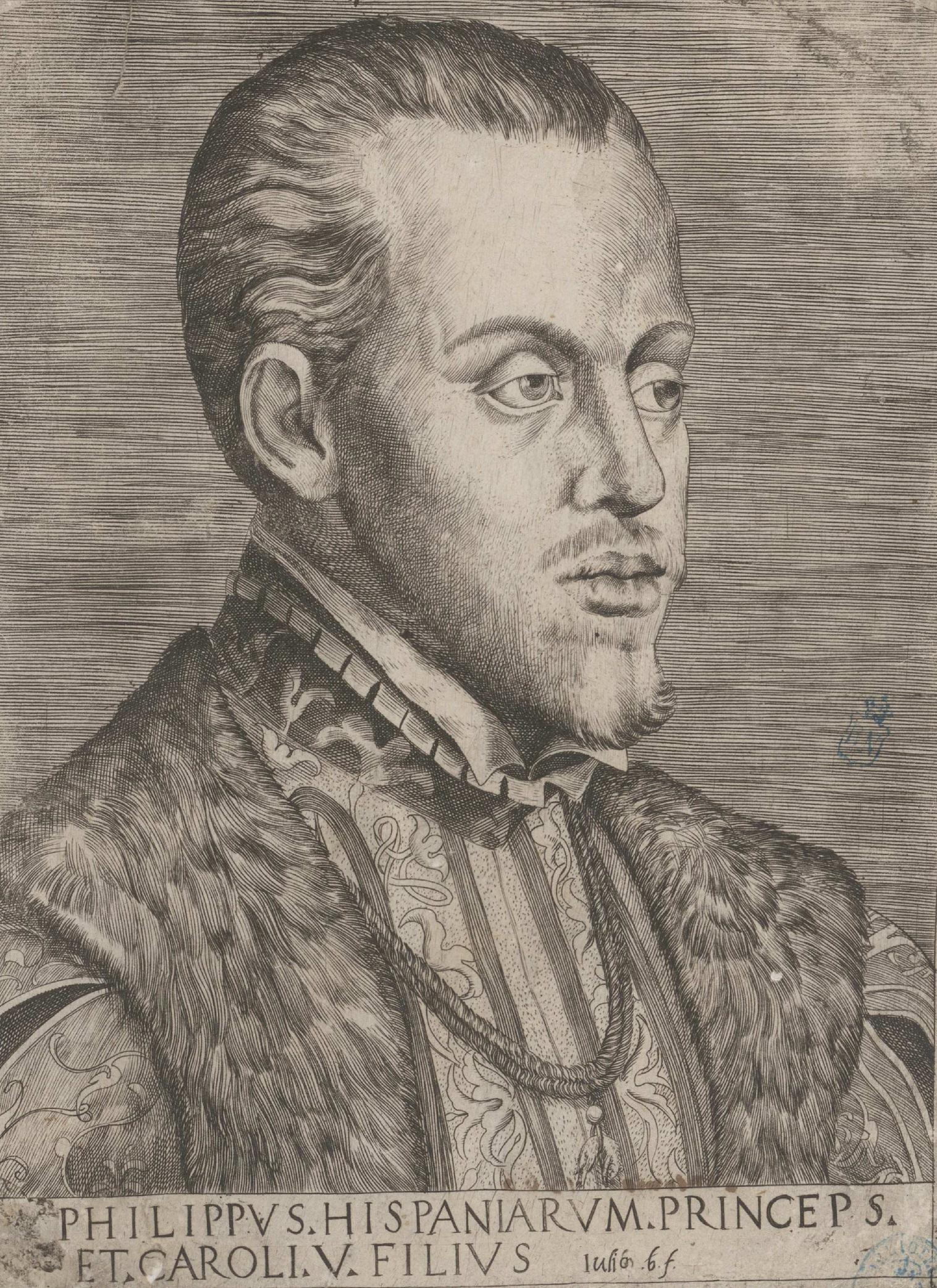
Felipe, príncipe de las Españas, hacia 1548. Grabado de Giulio Bonasone.

A finales de 1548, Felipe parte de España para pasar a Italia, desde donde viaja a los Países Bajos, quedando su primo Maximiliano junto a su hermana María como gobernadores. 
El joven príncipe visitará en 1549 las diecisiete provincias, donde será jurado heredero y sucesor de su padre por los diferentes estados, en un ambiente festivo, presidido por fiestas cortesanas y torneos caballerescos. 
En 1550 acompaña a su padre a Alemania, donde se reúnen con su tío Fernando de Austria. Aquí tendrá Carlos una disputa con su hermano, para que éste reconozca a Felipe como sucesor en el Imperio, cosa a la que Fernando se niega.
En el verano de 1551, Felipe regresa a España, donde permanecerá hasta 1554, ejerciendo de nuevo funciones de gobernador, al tiempo que su primo y hermana marchan a Alemania.

## Extensión de la monarquía

### Duque de Milán
Tras la muerte, el 1 de noviembre de 1535, de Francisco II, último Sforza, el Ducado de Milán quedó sin soberano. Los reyes de Francia, emparentados con la familia Visconti, reclamaban el ducado. Esta fue una de las causas de las sucesivas guerras italianas. Francisco I vio en la muerte del duque de Milán una nueva oportunidad para hacerse con el territorio, originando una tercera guerra contra Carlos I de España, que acabó con la Tregua de Niza en 1538.
En 1540 el ducado seguía sin soberano, estando a cargo de un gobernador. En un primer momento, el propio Carlos I pensó nombrarse a sí mismo duque, ya que Milán era un estado feudatario del Sacro Imperio Romano Germánico y el emperador tenía potestad para conceder el título. Pero esto podría ser considerado un casus belli en Francia, y además, dañaría su imagen de libertador y no conquistador. Entonces decidió conceder el título al príncipe Felipe. El 11 de octubre de 1540 fue investido Felipe como duque de Milán. La ceremonia fue secreta y no se consultó con los príncipes electores para evitar problemas internacionales.
En 1542 estalló una nueva guerra entre Francia y España. Entre las condiciones de la Paz de Crépy, que puso fin a las hostilidades en 1544, se encontraba la boda de Carlos, duque de Orleans e hijo de Francisco I, con la hija de Carlos I, María de Habsburgo (y los Países Bajos y el Franco-Condado como dote), o con la hija del rey de Romanos Fernando, Ana de Habsburgo (y Milán como dote). La elección fue Milán, pero en 1545 la muerte del duque de Orleans dejó sin validez los acuerdos. Nuevamente de forma secreta el príncipe Felipe fue investido duque el 5 de julio de 1546. En 1550 se hizo finalmente público el nombramiento de Felipe y, el 10 de febrero del mismo año, Ferrante Gonzaga, gobernador de Milán, le prestó juramento de fidelidad en su nombre y en el de la ciudad.

### Rey de Nápoles
A finales de 1553 se anunció la boda de Felipe con su tía segunda, la reina de Inglaterra, María I. Pero resultaba que Felipe era únicamente príncipe y duque. No podía haber matrimonio entre la reina y alguien de rango inferior. Carlos I solucionó el inconveniente renunciando al Reino de Nápoles en favor de su hijo, para que este fuese rey. El 24 de julio de 1554 Juan de Figueroa, enviado especial de Carlos I y regente de Nápoles, llegó a Inglaterra con la investidura formal de Felipe como rey de Nápoles y duque de Milán. Al día siguiente se celebraron los esponsales.

### Rey de Inglaterra e Irlanda
El 25 de julio de 1554 Felipe se casó con la reina María I de Inglaterra. Al final de la ceremonia fueron proclamados:

Felipe y María, por la gracia de Dios, Rey y Reina de Inglaterra, Francia, Nápoles, Jerusalén, Irlanda, Defensores de la Fe, Príncipes de España y Sicilia, Archiduques de Austria, Duques de Milán, Borgoña y Brabante, Condes de Habsburgo, Flandes y el Tirol, en el primero y segundo año de su reinado.

Las cláusulas matrimoniales eran muy rígidas (equiparables a las de los Reyes Católicos) para garantizar la total independencia del Reino de Inglaterra. Felipe tenía que respetar las leyes y los derechos y privilegios del pueblo inglés. España no podía pedir a Inglaterra ayuda bélica o económica. Además, se pedía expresamente que se intentara mantener la paz con Francia. Si el matrimonio tenía un hijo, se convertiría en heredero de Inglaterra, los Países Bajos y Borgoña. Si María muriese siendo el heredero menor de edad, la educación correría a cargo de los ingleses. Si Felipe moría, María recibiría una pensión de 60 000 libras al año, pero si María fuese la primera en morir, Felipe debía abandonar Inglaterra renunciando a todos sus derechos sobre el trono (lo que ocurrió en 1558).

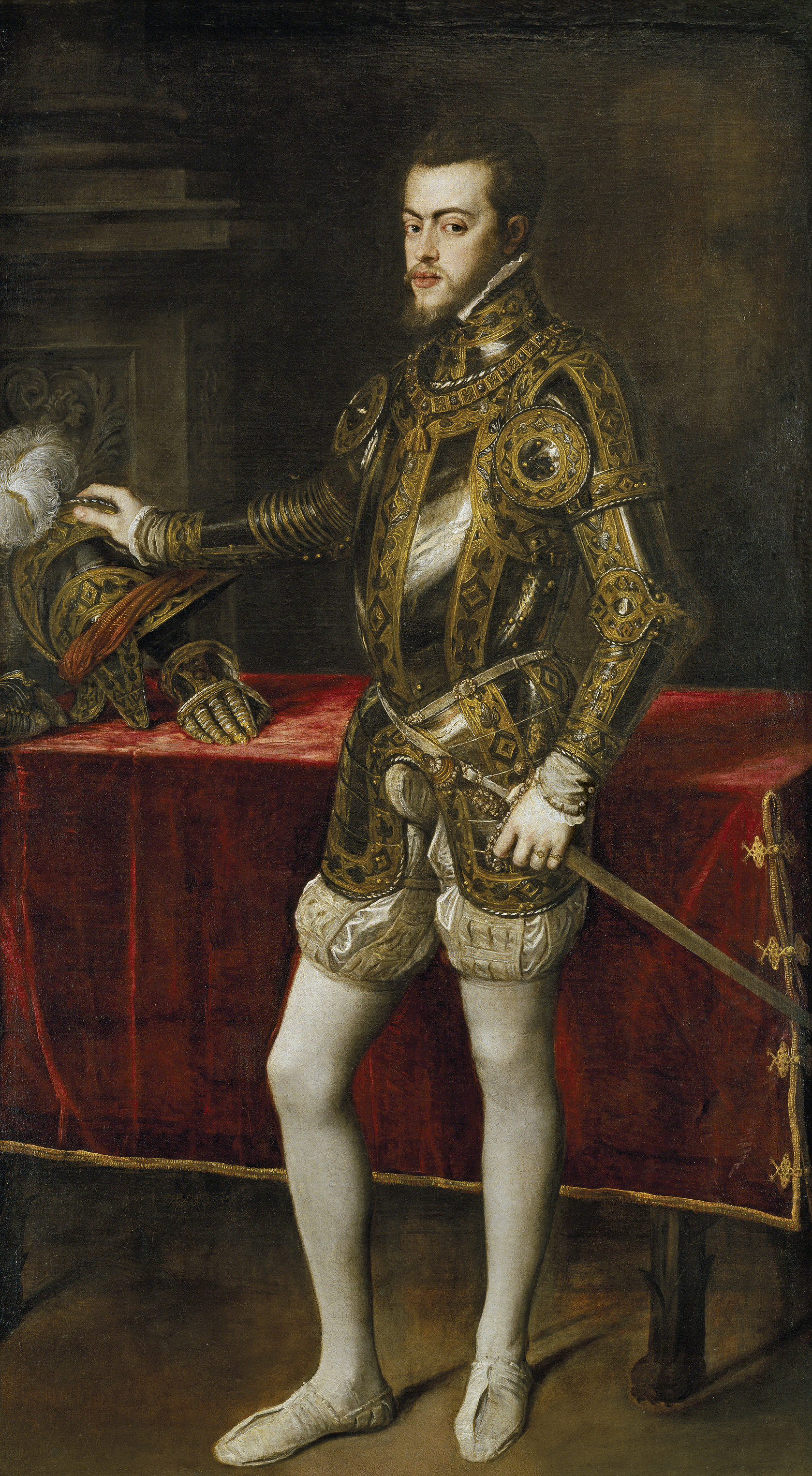
Felipe, príncipe de Asturias, por Tiziano (1551).

Felipe actuó conforme a lo estipulado en el contrato matrimonial, encontrándose con fuerte resistencia por parte de los cortesanos y los parlamentarios ingleses, lo que se llegó a manifestar en un intento de asesinato abortado en marzo de 1555 en Westminster. Sin embargo, ejerció una notoria influencia en el gobierno del reino, ordenando la liberación de nobles y caballeros presos en la Torre de Londres por haber participado en rebeliones anteriores contra la reina María, y actuando de forma vital para la reintegración de Inglaterra en la Iglesia católica. Tras su partida a los Países Bajos, un Consejo Escogido de ingleses enviaba misivas a Felipe demandando su opinión y recomendaciones sobre los distintos asuntos de gobierno que debatía, llegando a seguir fielmente las directrices que el rey les hacía llegar posteriormente. Durante una parte importante de su reinado estuvo ausente, especialmente a partir de 1556, cuando su padre abdicó en favor de él las Coronas de España, Sicilia y Cerdeña.
El 17 de noviembre de 1558, encontrándose en los Países Bajos, la reina María I Tudor falleció sin haber tenido descendencia. Su hermana ascendió al trono como Isabel I de Inglaterra, reconocida como tal por el ya exrey Felipe.

### Soberano de los Países Bajos y duque de Borgoña
En 1555 Carlos I, ya mayor y cansado, decidió renunciar a más territorios en favor de su hijo Felipe. El 22 de octubre del mismo año, Carlos abdicó en Bruselas como Soberano Gran Maestre de la Orden del Toisón de Oro. Tres días después, en una grandiosa y ostentosa ceremonia ante decenas de invitados, se produjo la abdicación como soberano de los Países Bajos de los Habsburgo. La renuncia al Condado de Borgoña tuvo lugar el 10 de junio de 1556.
Carlos pensó que España defendiese desde esos territorios al Sacro Imperio Romano Germánico, más débil que Francia. A diferencia de Castilla, Aragón, Nápoles y Sicilia, los Países Bajos no eran parte de la herencia de los Reyes Católicos y veían al monarca como un rey extranjero y lejano.[cita requerida] Los estados del norte pronto se convirtieron en un gran campo de batalla, ayudados por Francia e Inglaterra, que explotaron la situación de rebelión constante de Flandes para debilitar a la Corona Española.

### Rey de España, Sicilia y las Indias
El 16 de enero de 1556 Carlos I, en sus habitaciones privadas y sin ninguna ceremonia, cedió a Felipe la Corona de los Reinos Hispanos, Cerdeña, Sicilia y las Indias. Felipe ya desempeñaba funciones de gobierno desde 1544, después de que Carlos I escribiera en 1543, a su regreso a España, las Instrucciones de Palamós, que preparaban a Felipe para la regencia de los reinos peninsulares hasta 1550 cuando este aún tenía dieciséis años. Aunque durante su juventud vivió doce años fuera de España en Suiza, Inglaterra, Flandes, Portugal, etc., una vez convertido en rey de España fijó su residencia en Madrid y potenció el papel de esta ciudad como capital de todos sus reinos.

### Rey de Portugal

Dominios europeos y norteafricanos de Felipe II hacia 1580

El 4 de agosto de 1578, tras la muerte sin descendientes del rey Sebastián I de Portugal en la batalla de Alcazarquivir, en Marruecos, heredó el trono su tío abuelo, el cardenal Enrique I de Portugal. Durante el reinado de este, Felipe II se convirtió, como hijo de Isabel de Portugal, en candidato al trono portugués junto a Antonio, el Prior de Crato y nieto del rey portugués Manuel I, Catalina de Portugal y los duques de Saboya y Parma. Felipe recibió el apoyo de la nobleza y el alto clero y el Prior de Crato fue apoyado por la gran mayoría del pueblo.
A la muerte de Enrique I, el Prior de Crato se autoproclamó rey de Portugal el 24 de julio de 1580. Ante tal hecho, Felipe II reaccionó enviando a un ejército al mando de Fernando Álvarez de Toledo y Pimentel, el Gran Duque de Alba, para luchar contra el Prior de Crato y reclamar sus derechos al trono. La batalla de Alcántara culminó una rápida y exitosa campaña militar que obligó a Antonio a huir y refugiarse en las islas Azores, de donde fue desalojado en 1583 tras la batalla de la Isla Terceira.
Una vez tomada Lisboa, Felipe II fue proclamado rey de Portugal el 12 de septiembre de 1580 con el nombre de Felipe I de Portugal y jurado como tal por las Cortes reunidas en Tomar el 15 de abril de 1581. Reinó Portugal desde Madrid y designó a Fernando Álvarez de Toledo condestable de Portugal y I virrey de Portugal, máximos cargos en aquel país después de la persona del propio monarca. Felipe II lograba la tan ansiada unificación de la península ibérica bajo un único rey español.

## Cultura y arte

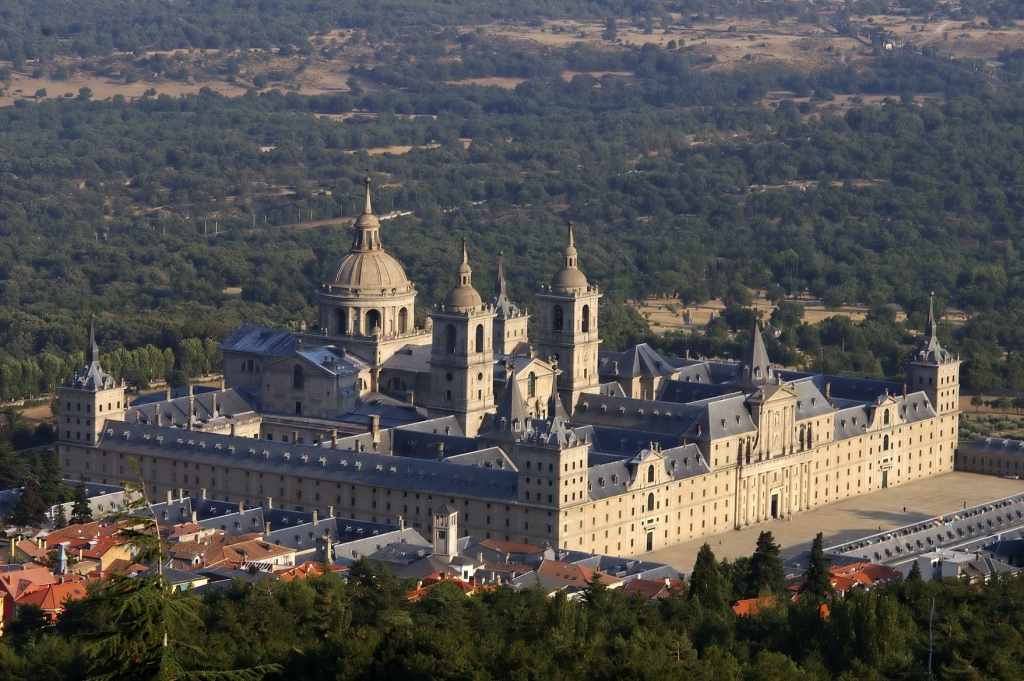
Monasterio de El Escorial, de estilo herreriano.

El gobierno de Felipe II coincidió con la etapa histórica conocida como el Renacimiento, aunque el cambio ideológico no fue tan extremo como en otros países: no se rompió abruptamente con la tradición medieval, no desapareció la literatura religiosa y fue durante el Renacimiento cuando surgieron en España autores ascéticos y místicos.
La literatura religiosa estuvo encabezada por escritores como santa Teresa de Jesús, san Juan de la Cruz, fray Luis de Granada, fray Luis de Molina,  san Juan de Ávila y fray Juan de los Ángeles. Miguel de Cervantes empezó a escribir sus primeras obras. La poesía lírica de este periodo se divide en dos escuelas: la Salmantina (Fray Luis de León) y la Sevillana (Fernando de Herrera). La poesía épica culmina con Alonso de Ercilla, quien dedica La Araucana a Felipe II. En el teatro destaca Lope de Rueda, uno de los primeros actores profesionales españoles, considerado precursor del teatro de Lope de Vega, quien aún acaparará más importancia en el reinado de Felipe III, al igual que Miguel de Cervantes.
Entre los pintores más famosos destacaron el Greco, Tiziano, Antonio Moro o Brueghel el Viejo. Alonso Sánchez Coello fue el pintor de cámara de Felipe II. Fue el apogeo de los arquitectos españoles, entre ellos Juan de Herrera, Juanelo Turriano, Francisco de Mora o Juan Bautista de Toledo, lo que tuvo como resultado la aparición de un nuevo estilo que se caracterizó por el predominio de los elementos constructivos, la ausencia decorativa, las líneas rectas y los volúmenes cúbicos. Este estilo fue bautizado posteriormente como estilo herreriano. Estos afamados arquitectos construyeron edificios religiosos y mortuorios como el monasterio de El Escorial o la catedral de Valladolid; civiles o administrativos como la Casa de la Panadería de Madrid o la Casa de la Moneda de Segovia, y militares como la Ciudadela de Pamplona.
Los compositores más notables de música sacra durante el reinado de Felipe II fueron Tomás Luis de Victoria y Francisco Guerrero. También se publicó en 1576 uno de los últimos libros de vihuela: El Parnaso de Esteban Daza. Alonso Lobo compuso su conocida obra Versa est in luctum a la muerte de Felipe II.
De hecho, a esta época, en la que sobresalieron escritores y dramaturgos de gran talla, y acababan de nacer los que se destacaron bajo el gobierno de Felipe III, se le conoce como el Siglo de Oro o el apogeo de la cultura española.

## Ciencia y tecnología

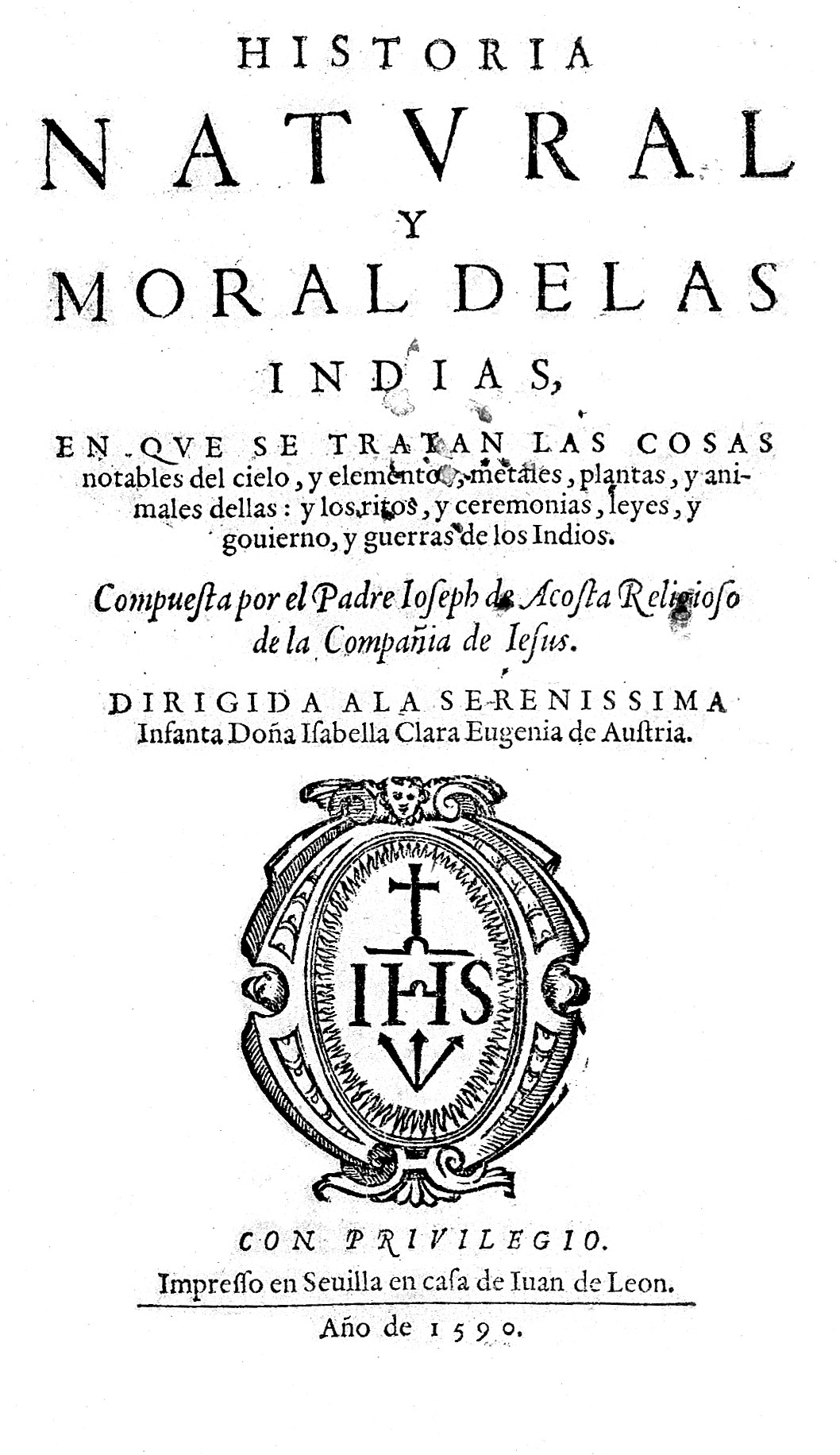
José de Acosta, Historia natural y moral de las Indias, Sevilla, Juan de León (impresor), 1590.

El «rey prudente» ejerció de mecenas de numerosos proyectos científicos, pero limitados la mayoría de ellos a materias matemáticas, geográficas, cosmográficas y de ingeniería naval. En 1552 creó la cátedra de Cosmografía en la sevillana Casa de Contratación, donde se explicaba el libro de Pedro de Medina. Convocó en 1581 el primer debate moderno sobre construcción e ingeniería naval entre Diego Flores de Valdés, Cristóbal de Barros, Pedro Sarmiento de Gamboa y Juan Martínez de Recalde, quienes intercambiaron pareceres con las Juntas de Santander y Sevilla para definir las trazas, proporciones, medidas y fortalezas de los nuevos galeones reales. Incluso promovió la construcción de varios prototipos de barcos a vapor, anticipándose a su época, elaborados por Jerónimo de Ayanz y Beaumont.
Fundó la primera Academia de Matemáticas y Delineación de Europa en 1583 y le dio un edificio junto al Palacio Real, al parecer en el Convento de Santa Catalina de Siena, nombrando para dirigirla al arquitecto Juan de Herrera; contrató al prestigioso cosmógrafo luso Juan Bautista Labaña para ocupar la cátedra. Al humanista Pedro Ambrosio de Ondériz se le encomendó traducir textos científicos del latín al castellano. Más tarde, fueron profesores de la Academia Juan Arias de Loyola y el milanés Giuliano Ferrofino. Hizo también un Gabinete de Alquimia y creó y dotó la Biblioteca del Monasterio de El Escorial, cuya organización encomendó al humanista Benito Arias Montano. Este los ordenó por lenguas y en 74 materias, 21 de las cuales eran científicas. Pompeo Leoni trajo códices de ingeniería de Leonardo da Vinci desde Milán por petición expresa del rey mucho antes de que se reconociese el valor científico del famoso pintor. En 1562 se creó en Salamanca una cátedra de Matemáticas donde se explicó el sistema copernicano, encomendando su enseñanza a Andrés García de Céspedes. Su cosmógrafo real Rodrigo Zamorano escribió Cronología y Repertorio de la razón de los tiempos —1585 y 1594—, tradujo Los seis libros primeros de Euclides —1576— y elaboró una Carta de marear —1579— y un Compendio de la arte de navegar. El monarca mandó hacer una pionera descripción topográfica de España y levantar un mapa geodésico que trazó el maestro Pedro Esquivel. Promovió y costeó los trabajos geográficos de Abraham Ortelio y comisionó a Ambrosio de Morales para explorar los archivos eclesiásticos y al botánico Francisco Hernández para estudiar la fauna y la flora mejicanas.
Durante su reinado, se creó la «Comisión del calendario» en la Universidad de Salamanca en 1578, de la que surgiría el calendario gregoriano en 1580, al que su reinos se añadirían los primeros y que es en la actualidad, el calendario por el que se rigen todas la naciones y organismos internacionales oficialmente.
En cuanto a la etnografía e Historia Natural de ese periodo, cabe destacar la monumental Historia natural y moral de las Indias (1589), de José de Acosta (1540-1600), donde se abordan temas cosmográficos, biológicos, botánicos, geográficos así como asuntos religiosos, políticos e históricos.
La cirugía y la urología también fueron objeto de estudio es esta época, como por ejemplo el trabajo de Francisco Díaz de Alcalá sobre la enfermedad de los riñones, siendo este uno de los trabajos pioneros en este campo y siendo, por ello, considerado como padre de la urología universal.
En la época de Felipe II se emprendieron muchas actividades para el análisis de las aguas del imperio, y protomédicos como Miguel Martínez de Leiva realizaron estudios y compendios sobre la peste y sus remedios.

## Política interior

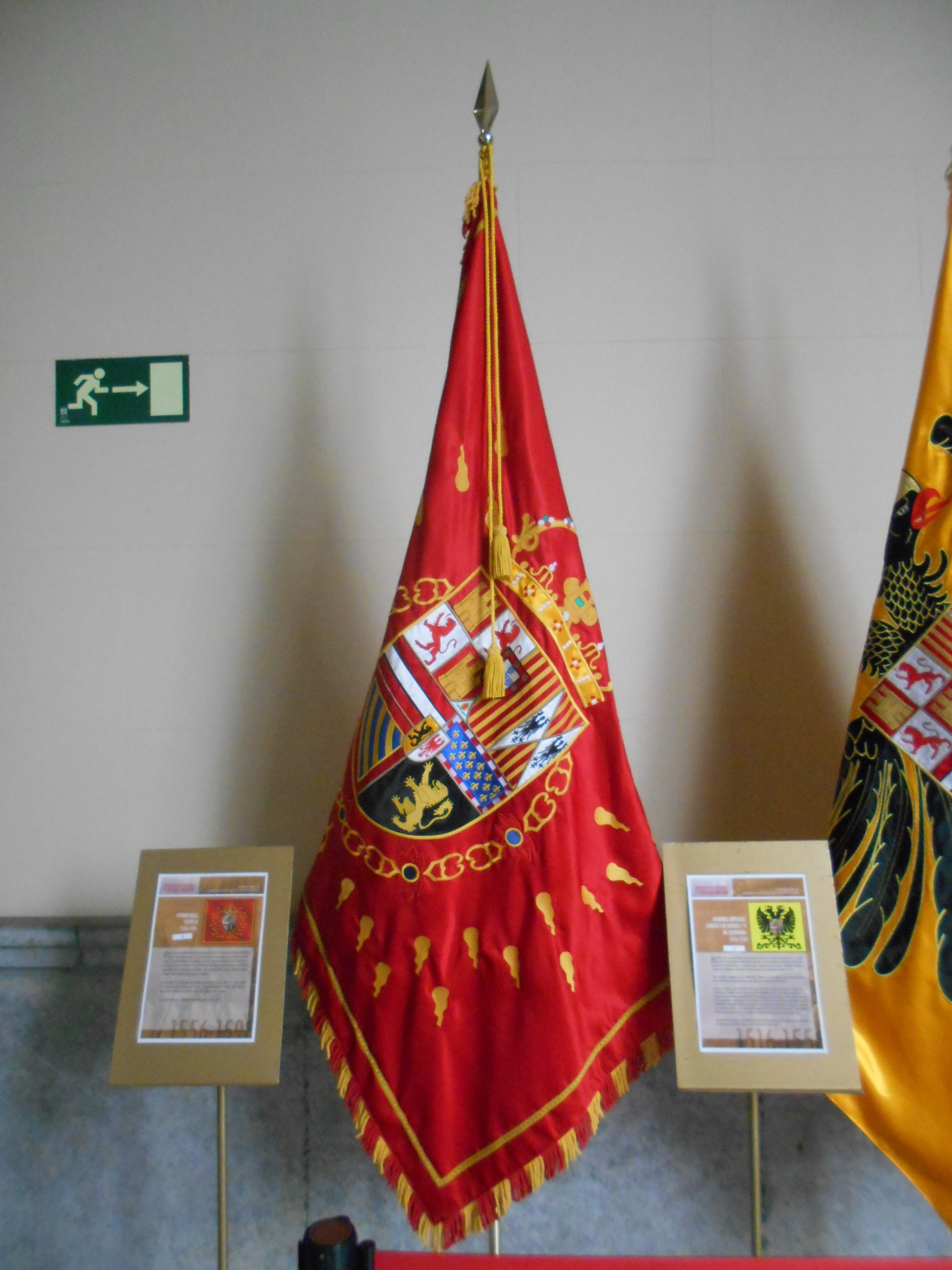
Pendón real de Felipe II, Gobierno Militar de Barcelona

Durante su reinado hizo frente a muchos problemas internos entre los cuales cabe destacar: su hijo Carlos, su secretario Antonio Pérez y la guerra de las Alpujarras. También acabó con los focos protestantes en España, localizados principalmente en Valladolid y Sevilla.

### El príncipe Carlos (1545 a 1568) y el problema dinástico
El príncipe Carlos nació en 1545, hijo de la primera esposa de Felipe, María de Portugal con la que este se había casado dos años antes y que murió en el parto. Caracterizado por su desequilibrio mental, de muy posible origen genético, pues tenía cuatro bisabuelos (en lugar de los ocho naturales) y seis tatarabuelos (en lugar de dieciséis), Carlos tuvo una complexión débil y enfermiza. Fue educado en la Universidad de Alcalá junto al medio hermano del rey, don Juan de Austria. Conspiró con poco disimulo con los rebeldes flamencos contra su padre. Tras asombrosos escándalos relacionados con esto, como el intento de acuchillar en público al duque de Alba, fue detenido por su propio padre, procesado y encerrado en sus aposentos. Posteriormente fue trasladado al Castillo de Arévalo donde murió de inanición (se negaba a comer) y en total delirio en 1568. Este terrible hecho marcó profundamente, y de por vida, la personalidad del monarca.

Escudo personal de Felipe como monarca de Inglaterra, España y otros estados. En la parte de la izquierda pueden observarse las armas de este último y sosteniendo el escudo la figura del Águila de San Juan, adoptada de la heráldica de los Reyes Católicos.

De su segundo matrimonio, con María I de Inglaterra no hubo hijos, pero de su tercer matrimonio con Isabel de Valois tuvo dos hijas, con lo que, al morir en 1568 Isabel de Valois, Felipe II se encontró con cuarenta y un años, viudo y sin descendencia masculina. Este fue uno de los peores años para Felipe II: a la tragedia personal se unían la rebelión en los Países Bajos y las Alpujarras, el avance imparable de la herejía protestante y calvinista en Francia y Europa Central, la piratería berberisca y el resurgir de la amenaza otomana tras el fracaso del sitio de Malta y la muerte de Solimán el Magnífico.
En 1570, Felipe II se casó por cuarta vez con Ana de Austria, hija de su primo el emperador Maximiliano II, con quien tuvo cuatro hijos, de los cuales sólo uno, Felipe (14 de abril de 1578-31 de marzo de 1621), futuro Felipe III, llegó a la edad adulta. Quedando finalmente resuelto el problema de la descendencia, Ana de Austria murió en 1580. Felipe II no volvió a casarse.

### La rebelión en las Alpujarras (1568 a 1571)
En 1567 Pedro de Deza, presidente de la Real Chancillería de Granada, proclamó la Pragmática bajo orden de Felipe II. El edicto limitaba las libertades religiosas, lingüísticas y culturales de la población morisca. Esto provocó una rebelión de los moriscos de las Alpujarras que Juan de Austria redujo militarmente.

### La crisis de Aragón (1590 a 1591) y Antonio Pérez
Antonio Pérez, aragonés, fue secretario del rey hasta 1579. Fue arrestado por el asesinato de Juan de Escobedo, hombre de confianza de don Juan de Austria, y por abusar de la confianza real al conspirar contra el rey. La relación entre Aragón y la corona estaba algo deteriorada desde 1588 por el pleito del virrey extranjero y los problemas en el condado estratégico de Ribagorza. Cuando Antonio Pérez escapó a Zaragoza y se amparó en la protección de los fueros aragoneses, Felipe II intentó enjuiciar a Antonio Pérez mediante el tribunal de la Inquisición para evitar la justicia aragonesa (el justicia mayor de Aragón era teóricamente independiente del poder real). Este hecho provocó una revuelta en Zaragoza que Felipe II redujo usando la fuerza, decapitando a Juan de Lanuza y Urrea y eliminando los fueros y privilegios de Aragón para así poder ajusticiarlo.

### Reformas administrativas

El «Camino Español» fue utilizado por primera vez en 1567 por Fernando Álvarez de Toledo y Pimentel, III duque de Alba de Tormes, en su viaje a los Países Bajos, y el último ejército en circular por él lo hizo en 1622.

El padre del Rey, Carlos I, había gobernado como un emperador, y como tal, España y principalmente Castilla habían sido fuente de recursos militares y económicos para unas guerras lejanas, de naturaleza estratégica, difíciles de justificar localmente puesto que respondían a su ambición personal (y aún más, a las ambiciones de la Casa de Austria) y que se habían convertido en carísimas con las innovaciones tecnológicas bélicas. Todo mantenido con los fondos castellanos y con las riquezas americanas, que llegaban a ir directamente desde América a los banqueros holandeses, alemanes y genoveses sin pasar por España.
Felipe II, como su antecesor, fue un rey autoritario, y continuó con las instituciones heredadas de Carlos I y con la misma estructura de su imperio y autonomía de sus componentes, pero gobernó como un rey nacional. España, y especialmente Castilla, eran el centro del imperio, con su administración localizada en Madrid. Felipe II no visitó apenas sus territorios de fuera de la península y los administró a través de oficiales y virreyes, quizá porque temía caer en el error de su padre, Carlos I, ausente de España durante los años de las rebeliones comuneras; quizá porque, a diferencia de su padre, que aprendió muy mayor el español, Felipe II se sentía profundamente español.
Convirtió España en el primer reino moderno, realizó reformas hidráulicas (presa del Monnegre) y una reforma de la red de caminos, con posadas, con una administración (y una burocracia) desconocida hasta entonces. Los administrativos de Felipe II solían tener estudios universitarios, principalmente de las universidades de Alcalá y Salamanca, la nobleza también ocupaba puestos administrativos, aunque en menor cantidad. Ejemplos reseñables de su meticulosa administración son:
- En 1559, Felipe II decidió trasladar la sede de la corte y convirtió a Madrid en la primera capital permanente de la monarquía española. Con anterioridad, probablemente desde antes de su nacimiento en Valladolid en 1527, bajo el reinado de  su padre Carlos I, la Corte se encontraba en Valladolid, siendo así hasta 1559. Desde entonces, salvo un breve intervalo de tiempo entre 1601 y 1606, bajo el gobierno de Felipe III, en el que volvió temporalmente la capitalidad a Valladolid, Madrid ha sido la capital de España y sede del Gobierno de la Nación.[e]
- La Grande y Felicísima Armada, mal llamada "Armada Invencible", de la que se conocía hasta el nombre del ínfimo grumete, mientras que los ingleses no tuvieron noticia cierta ni siquiera de todos los barcos que participaron.

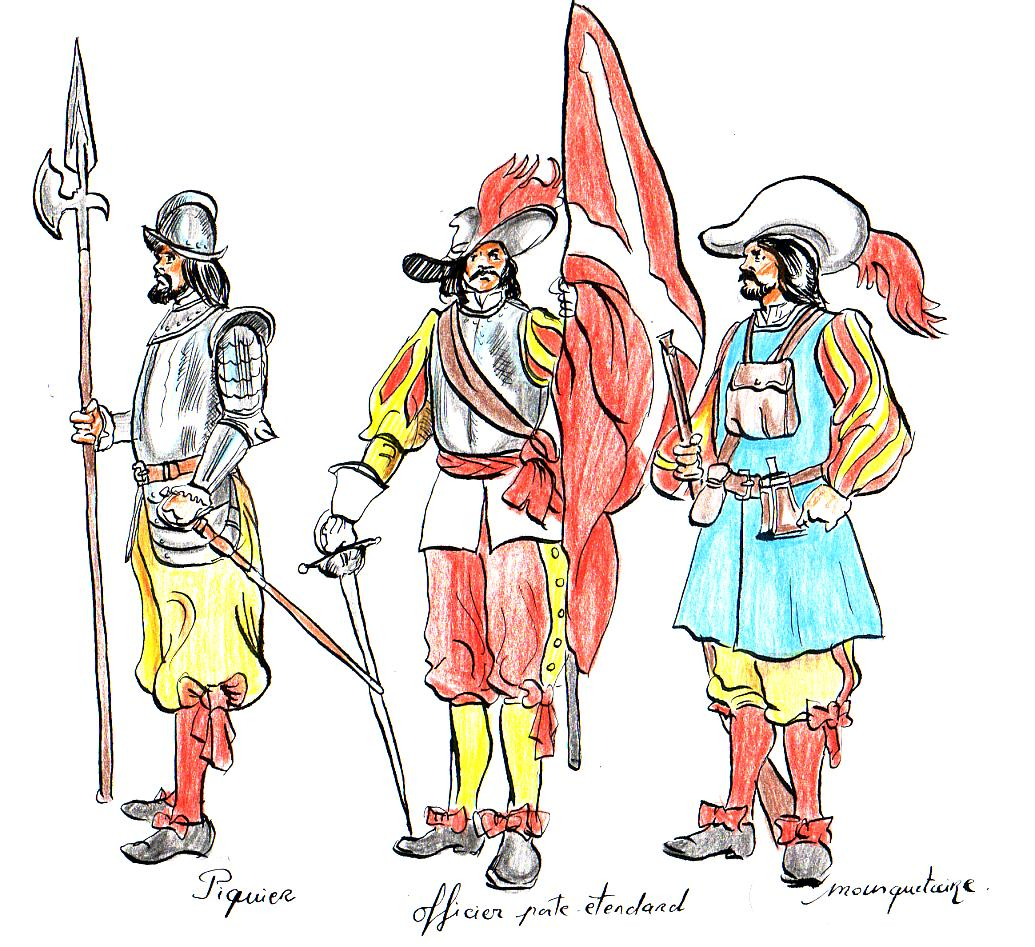
Distintos soldados de los Tercios

- Los tercios eran las mejores unidades militares de su época. Creados por su antecesor, Carlos I de España, fueron decisivos para Felipe II en las victorias que obtuvo frente a los franceses, ingleses y holandeses en su reinado (ver apartados correspondientes). Eran expertos en tácticas como el asedio (en Amberes de 1584 a 1585).
- Aparte de tener los mejores soldados también disponía de los mejores generales de su época, tanto en tierra como en el mar. De estos destacaron Fernando Álvarez de Toledo y Pimentel —III duque de Alba de Tormes—, Alejandro Farnesio, duque de Parma, Álvaro de Bazán y Juan de Austria, entre otros.
- Innovaciones militares en todos los sentidos. Aparición de los arcabuceros y mosqueteros, que combatían junto con los piqueros y la Caballería. Asimismo se disponía de artillería: desde cañones de bronce o hierro colado, medioscañones, culebrinas hasta falconetes. En el aspecto táctico, destaca la utilización de ataques por sorpresa nocturnos (Encamisada). Si se trataba de un asedio, los Tercios realizaban obras de atrincheramiento para rodear la plaza y aproximar los cañones y minas a los muros. Uno de los escuadrones se mantenía en reserva para rechazar cualquier tentativa de contraataque de los sitiados.
- En el mar, destacaba la utilización masiva de galeones, ya que su combinación de tamaño, velamen y la posibilidad de transportar armamento y tropas lo hacían idóneo para las largas travesías oceánicas, combinando así la capacidad de transporte de las naves de carga con la potencia de fuego que requerían las nuevas técnicas de guerra en el mar, permitiendo disponer de barcos de transporte fuertemente armados.
- Carlos I creó el 27 de febrero de 1537 la Infantería de Marina de España, convirtiéndola en la más antigua del mundo al asignar de forma permanente a las escuadras de galeras del Mediterráneo las compañías viejas del mar de Nápoles. Sin embargo, fue Felipe II quien creó el concepto actual de fuerza de desembarco, concepto que aún perdura en nuestros días.
- Destinó gran cantidad de dinero para crear la mejor red de espionaje de la época. Es muy conocido el uso de la tinta invisible y de la escritura microscópica por parte de los servicios secretos de Felipe II. Bernardino de Mendoza fue militar, embajador y jefe de los servicios secretos en diversas regiones del Imperio español bajo Felipe II y durante este tiempo estuvo destinado como embajador español en París. Una de las acciones más importantes atribuidas a este antepasado de los actuales servicios secretos, fue el asesinato de Guillermo de Orange a manos de Balthasar Gérard.
- Creación del Camino Español, una ruta terrestre para transportar dinero y tropas desde las posesiones españolas en Italia, hacia los Países Bajos españoles.
- El comercio con las Indias estaba fuertemente controlado. Por ley, esas posesiones españolas sólo podían comerciar con un puerto en España (primero Sevilla, luego Cádiz). Los ingleses, holandeses y franceses trataron de romper el monopolio, pero este duró durante más de dos siglos. Gracias al monopolio, España se convirtió en el país más rico de Europa. Esta riqueza permitió sufragar sobre todo las guerras contra los protestantes del centro y norte de Europa. También causó una enorme inflación en el XVI, lo que prácticamente destruyó la economía española.
- Felipe II se comunicaba casi diariamente con sus embajadores, virreyes y oficiales repartidos por el imperio mediante un sistema de mensajeros que tardaba menos de tres días en llegar a cualquier parte de la península o unos ocho días en llegar a los Países Bajos.
- En 1566 realizó una reforma monetaria con el fin de aumentar el valor del escudo de oro y se pusieron en circulación diferentes especies de vellón rico.
- En 1567 Felipe II encargó a Jerónimo Zurita y Castro reunir los documentos de Estado de Aragón e Italia y juntarlos con los de Castilla en el castillo de Simancas, creando uno de los mayores archivos nacionales de su tiempo.

El imperio de Felipe II en 1598, distinguiendo el ámbito de cada Consejo territorial en el sistema polisinodial de la Monarquía Católica
Territorios adscritos al Consejo de Castilla
Territorios adscritos al Consejo de Aragón
Territorios adscritos al Consejo de Portugal
Territorios adscritos al Consejo de Italia
Territorios adscritos al Consejo de Indias
Territorios adscritos al Consejo de Flandes abarcando los territorios disputados con las Provincias Unidas.

El gobierno mediante Consejos instaurado por su padre, seguía siendo la columna vertebral de su manera de dirigir el estado. El más importante era el Consejo de Estado del cual el rey era el presidente. El rey se comunicaba con sus Consejos principalmente mediante la consulta, un documento con la opinión del Consejo sobre un tema solicitado por el rey. Asimismo existían seis Consejos regionales: el de Castilla, de Aragón, de Portugal, de Indias, de Italia y de Países Bajos y ejercían labores legislativas, judiciales y ejecutivas.
Felipe II también gustaba de contar con la opinión de un grupo selecto de consejeros, formado por el catalán Luis de Requesens, el castellano gran duque de Alba, el vasco Juan de Idiáquez, el cardenal borgoñés Antonio Perrenot de Granvela y los portugueses Ruy Gómez de Silva y Cristóbal de Moura repartidos por diferentes oficinas o siendo miembros del Consejo de Estado. Felipe II y su secretario se encargaban directamente de los asuntos más importantes, otro grupo de secretarios se dedicaba a asuntos cotidianos. Con Felipe II la figura de secretario del rey alcanzó una gran importancia, entre sus secretarios destacan Gonzalo Pérez, su hijo Antonio Pérez, el cardenal Granvela y Mateo Vázquez de Leca. En 1586 creó la Junta Grande, formada por oficiales y controlada por secretarios. Otras juntas dependientes de ésta, eran la de Milicia, de Población, de Cortes, de Arbitrios y de Presidentes.

### Finanzas

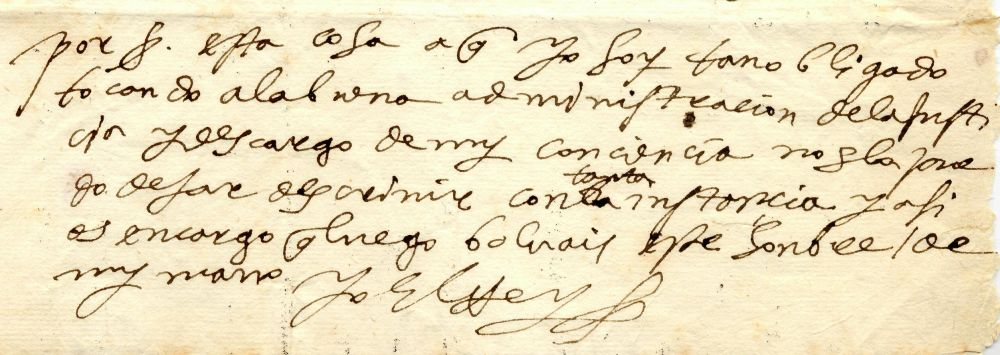
Letra y firma de Felipe II en una carta de 1557. Con la edad, los problemas de la vista y el avance de la gota hicieron que a partir de la década de 1580 su letra se hiciera cada vez más grande e ilegible.

Durante su reinado, la Hacienda Real se declaró en bancarrota tres veces (1557, 1575 y 1596).
Felipe II heredó una deuda de su padre de unos veinte millones de ducados y dejó a su sucesor una que quintuplicaba esta deuda. En 1557, al poco de entrar al poder el rey, la Corona hubo de suspender los pagos de sus deudas declarando la primera bancarrota. Pero los ingresos de la Corona se doblaron al poco de llegar Felipe II al poder, y al final de su reinado eran cuatro veces mayor que cuando comenzó a reinar, pues la carga fiscal sobre Castilla se cuadruplicó y la riqueza procedente de América alcanzó valores históricos. Al igual que con su predecesor, la riqueza del Imperio recaía principalmente en Castilla y dependía de los avances a gran interés de banqueros neerlandeses y genoveses. Por otra parte, también eran importantes los ingresos procedentes de América, los cuales suponían entre un 10 % y un 20 % anual de la riqueza de la Corona. Los mayores consumidores de ingresos fueron los problemas en los Países Bajos y la política en el Mediterráneo, juntos, unos seis millones de ducados al año.

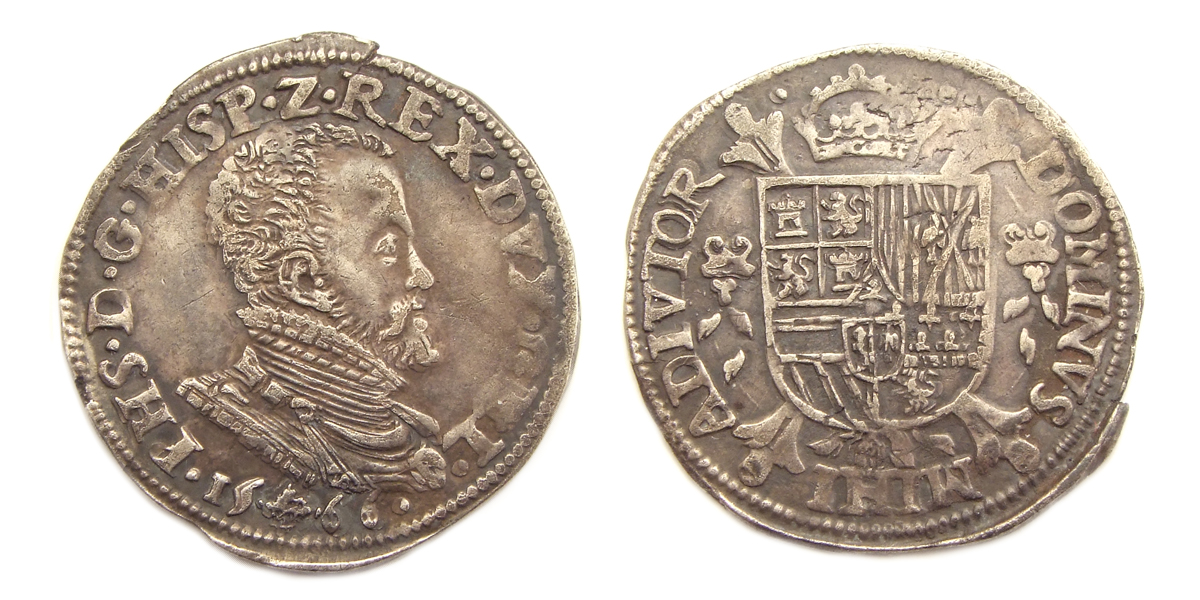
Los Países Bajos, moneda con busto de Felipe II en 1566.

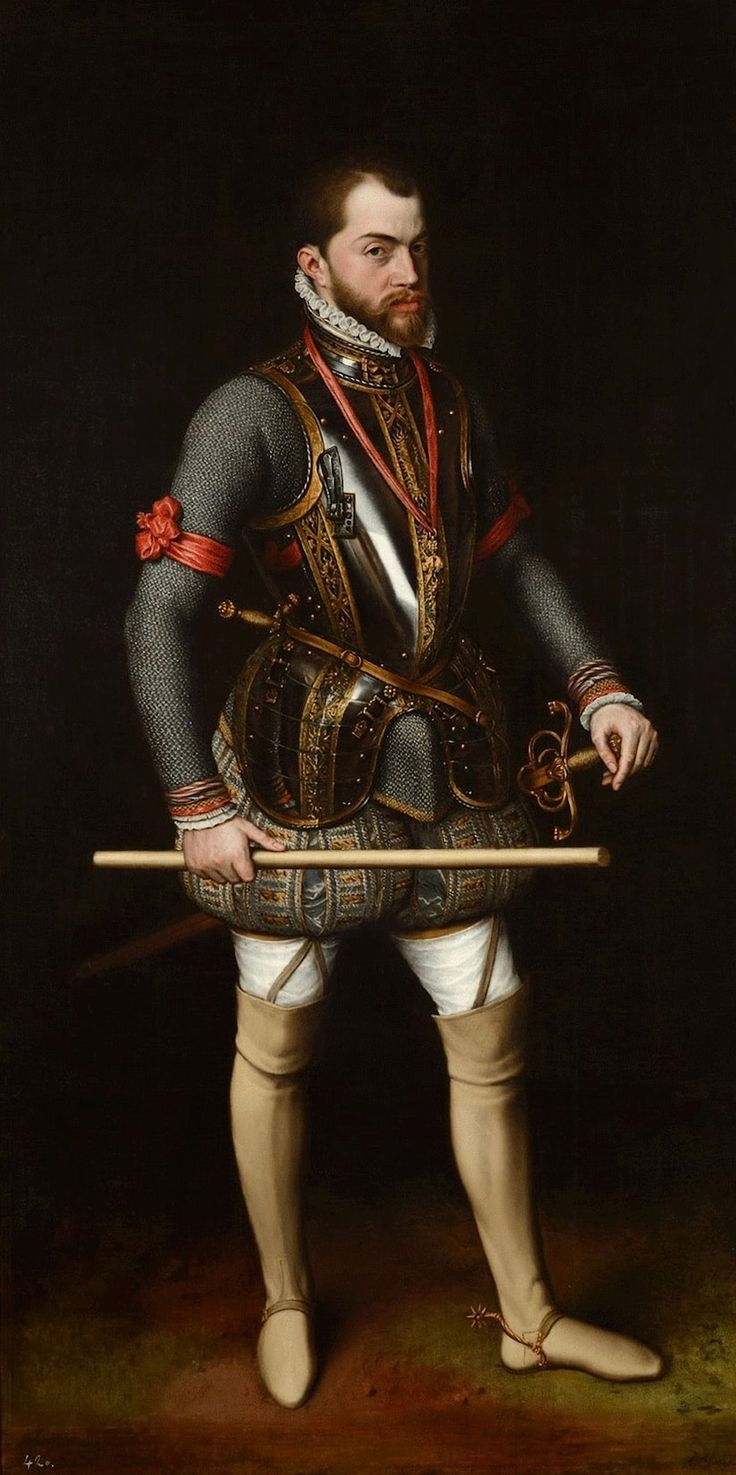
Felipe II por Antonio Moro (1557)

El estado de las finanzas dependía totalmente de la situación económica castellana. Los Países Bajos eran los principales receptores de la lana castellana y, debido al ya abierto conflicto de los Países Bajos, la ruta lanera se interrumpió, lo que produjo una recesión en la economía castellana en 1575. Como consecuencia, en ese mismo año se produjo una segunda suspensión de pagos al declararse la segunda bancarrota. En 1577 se llegó a un acuerdo con banqueros genoveses para seguir adelantando dinero a la Corona, pero a un precio muy alto para Castilla, que agravó su recesión. Esto se conoce como «el Remedio General» de 1577, que consistió en una consolidación de la deuda a largo plazo, pudiendo llegar a setenta u ochenta años. Se entregaron así juros (bonos) a los acreedores como compromiso de la Corona de la devolución del dinero con un interés del 7 %. Dicho dinero se iría devolviendo a medida que se volviera a tener de nuevo liquidez y con el aval de los metales americanos. Paralelamente, entre 1576 y 1588, Felipe usó la intermediación financiera de Simón Ruiz, que le facilitaba pagos, cobros y préstamos a través de letras de cambio.
Anteriormente a Felipe II ya existían diversos impuestos: La alcabala, impuesto de aduanas; la cruzada impuesto eclesiástico; el subsidio, impuesto sobre rentas y tierras y las tercias reales, impuestos a órdenes militares. Felipe II además de subir estos durante su reinado, implantó otros, entre ellos el excusado en 1567, impuestos sobre parroquias. De la Iglesia Felipe II consiguió recaudar hasta el 20% de la riqueza de la Corona, lo que supuso la crítica de algunos eclesiásticos.
En 1590 se aprueban en las Cortes los millones, consistentes en ocho millones de ducados al año para los seis siguientes años, los cuales se dedicaron en la construcción de una nueva Armada y para la sangrante política militar. Esto terminó por arruinar a las ciudades castellanas y fulminar con los ya débiles intentos de industrialización que quedaban. En 1597 se produjo una nueva suspensión de pagos al declararse la tercera bancarrota, recurriéndose a un nuevo «Remedio General». Esto provocó un gigantesco y desproporcionado endeudamiento de la Corona, pero permitió la continuación de la política exterior.
Tras la ya malparada situación económica en Castilla que recibió de Carlos I, Felipe II dejó España al borde de la crisis. La vida de los españoles del tiempo era dura; la población soportaba una inflación brutal, por ejemplo, el precio del grano subió un 50 % en los últimos cuatro años del siglo; la carga fiscal, tanto en productores como en consumidores, era excesiva. Debido a la inflación y la carga fiscal, cada vez existían menos negocios, mercaderes y empresarios dejaban sus negocios en cuanto podían adquirir un título nobiliario, con su baja carga fiscal. En las últimas Cortes, los diputados protestaron efusivamente ante otra demanda de más dinero por parte del rey, urgiendo por una retirada de los ejércitos de Flandes, buscar la paz con Francia e Inglaterra y concentrar su formidable poder militar y marítimo en la defensa de España y su imperio. En 1598, Felipe II firmó la paz con Francia; con Flandes no consiguió un acuerdo e Inglaterra no ponía las cosas fáciles con su constante piratería y hostilidad hacia España. La situación se agravaría con Felipe III debido a la reducción de ingresos procedentes de América y se comenzarían a oír aún más voces acerca de que Castilla no podía seguir soportando la carga de tantas guerras y de que el resto de miembros debían también contribuir al bien común.
La presión fiscal en Aragón, sin ser tan brutal como la de Castilla, no era mucho menor. Pero en este caso, la mayor parte de lo recaudado no iba a formar parte de la Corona española sino que, gracias a la protección de los fueros, pasaban a formar parte de la riqueza de la oligarquía y de la nobleza de esos reinos. El comercio en el Mediterráneo para Aragón, especialmente Cataluña, seguía muy dañado por el dominio turco y la competencia de genoveses y venecianos.
Los ingresos procedentes de otras partes del imperio —Países Bajos, Nápoles, Milán, Sicilia— se gastaban en sus propias necesidades. La anexión de Portugal fue económicamente un gran esfuerzo para Castilla, pues pasó a costear la defensa marítima de su extenso imperio sin aportar Portugal nada al conjunto.
La mayoría de historiadores coincide en subrayar que la situación de pobreza que sumió al país al final de su reinado está directamente relacionada por la carga del Imperio y su papel de defensor de la cristiandad. Durante el reinado de Felipe II apenas hubo un respiro en el esfuerzo militar. Hubo de compaginar dos durante la mayor parte de su reino: el Mediterráneo contra el poder turco y los Países Bajos contra los rebeldes. Al final de su reinado contaba con tres frentes simultáneos: los Países Bajos, Inglaterra y Francia. La única potencia capaz de soportar esta carga en el XVI era España, pero con unos beneficios discutibles y a un precio muy alto para sus habitantes.

## Política exterior
Caracterizada por sus guerras contra: Francia, los Países Bajos, el Imperio turco e Inglaterra.

### Guerras con Francia

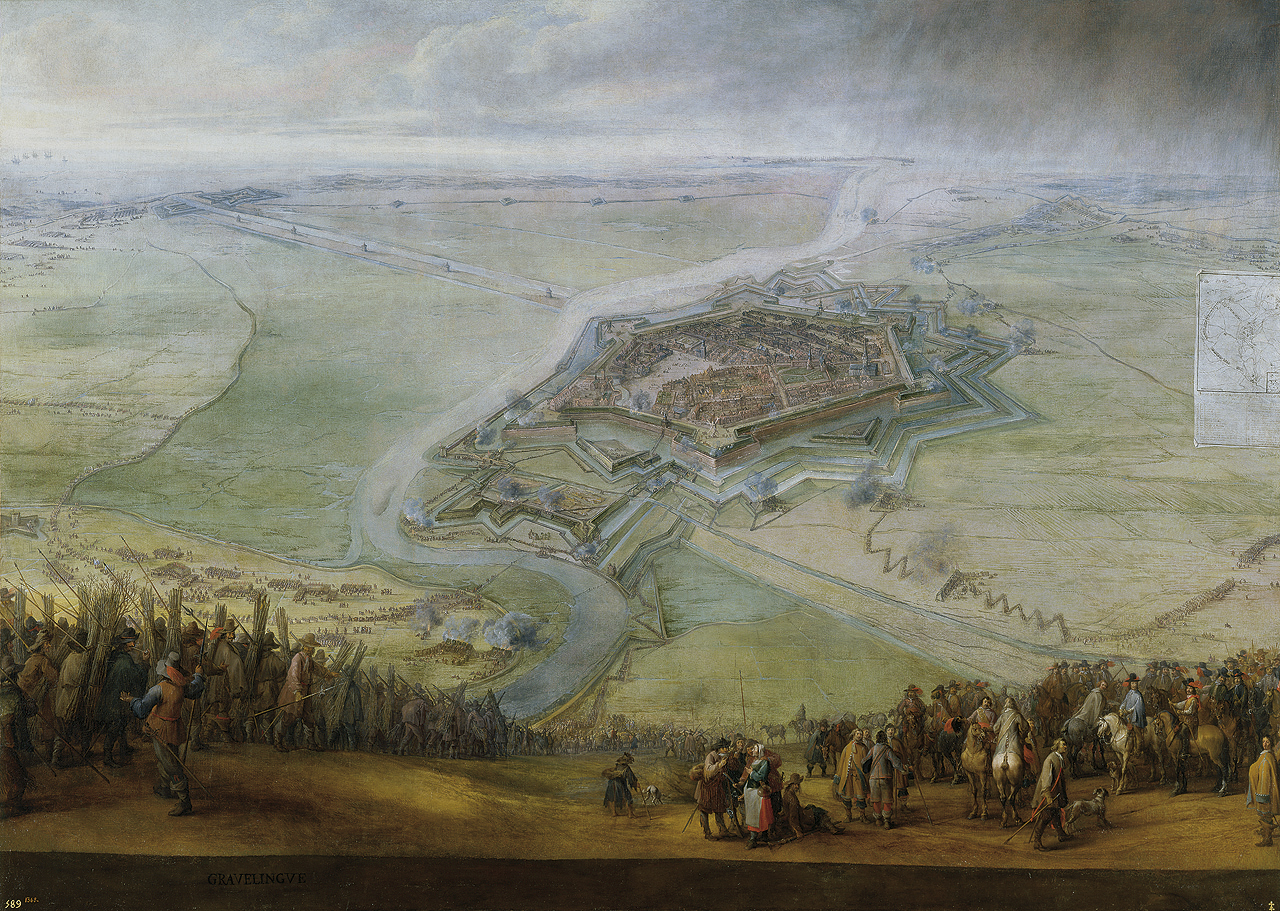
Sitio de Gravelinas, donde se produjo la batalla de Gravelinas, victoria de Felipe II sobre las tropas francesas que obligó al rey francés a firmar la Paz de Cateau-Cambrésis y desistir de su invasión a Italia.

Felipe II mantuvo las guerras con Francia, por el apoyo francés a los rebeldes flamencos, obteniendo una gran victoria en la batalla de San Quintín, librada el 10 de agosto de 1557, festividad de san Lorenzo, en recuerdo de la cual hizo edificar el monasterio de El Escorial, edificio con planta en forma de parrilla que simboliza el martirio del santo (1563-1584). En este monumental y sobrio palacio, el más grande de su tiempo —ya llamado entonces la octava maravilla del mundo—, concretamente en la Cripta Real están enterrados desde entonces casi todos los reyes españoles y sus miembros familiares más cercanos. A esta victoria contra los franceses se sumó un decisivo triunfo posterior en la batalla de Gravelinas, en 1558.
Como consecuencia de estos fulminantes éxitos españoles se firmó la Paz de Cateau-Cambrésis de 1559, tratado en el que Francia reconoció la supremacía Española, los intereses españoles en Italia se vieron favorecidos y se pactó el matrimonio con Isabel de Valois, reina de España. Pero, en Flandes, los problemas continuaron a partir de 1568 por el apoyo a los rebeldes flamencos de los hugonotes franceses.
Al término de las guerras italianas en 1559, la Casa de Austria había conseguido asentarse como la primera potencia mundial, en detrimento de Francia. Los estados de Italia, que durante la Edad Media y el Renacimiento habían acumulado un poder desproporcionado a su pequeño tamaño, vieron reducido su peso político y militar al de potencias secundarias, desapareciendo algunos de ellos.
En 1582, Álvaro de Bazán derrotó a una escuadra de corsarios franceses en la batalla de la isla Terceira, en la que se emplearon por primera vez en la historia fuerzas de infantería de tierra para la ocupación de playa, barcos y terreno, lo que se considera como «el nacimiento de la infantería de marina». En 1590, aprovechando la muerte del cardenal de Borbón, rey de Francia por la Liga Católica, Felipe II intervino en las guerras de religión de Francia contra Enrique IV. En los Estados Generales de 1593 convocados por el duque de Mayene, como lugarteniente general rival a Enrique IV, denegaron reconocer a Isabel Clara Eugenia, hija de Felipe II, como reina de Francia, lo que aprovechó Enrique IV para convertirse al catolicismo. La posición y esperanzas de Felipe II se desvanecieron hasta llegar a la Paz de Vervins (1598), en la que se restablecía la paz de Cateau-Cambrésis.

### Conflictos con los Países Bajos

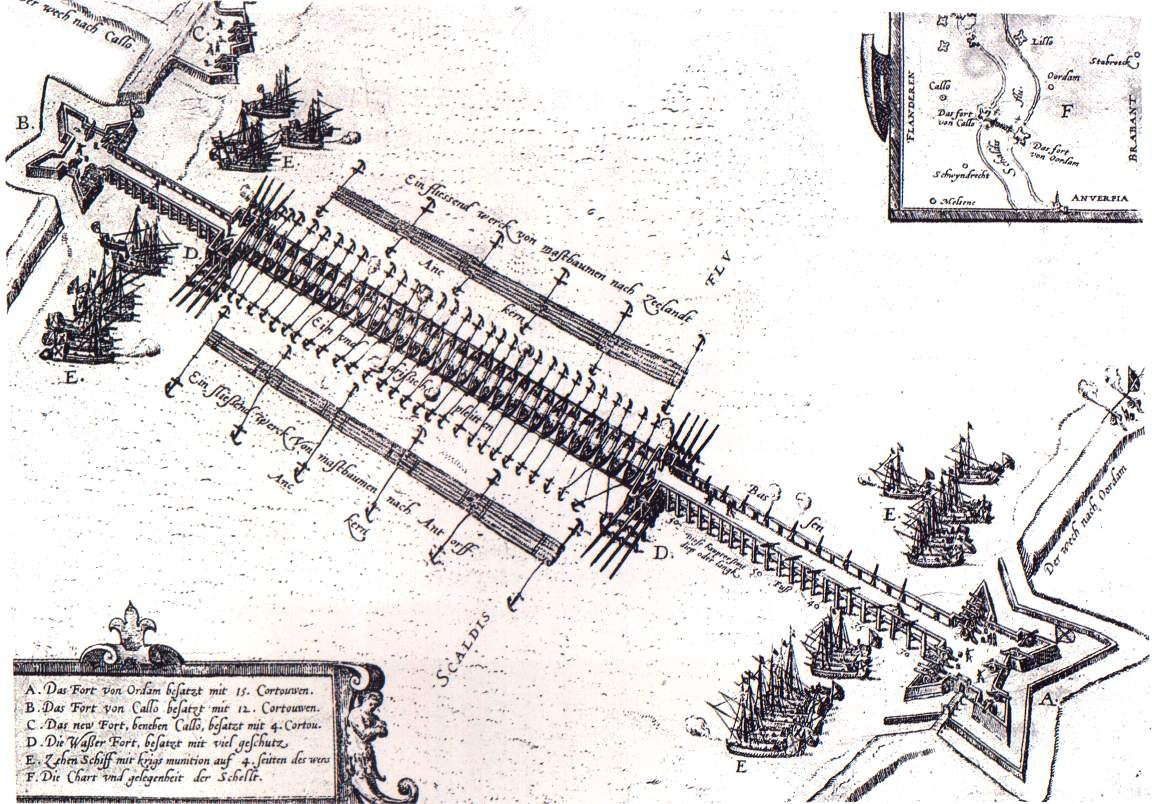
Esquema del puente de Alejandro Farnesio sobre el Escalda, construido durante el asedio de Amberes en 1585. Este asedio, que mantuvo en vilo a toda Europa a la espera del vencedor, representó un derroche de medios e ingenio por ambas partes durante los trece meses que fueron necesarios para forzar la rendición de la que probablemente era la ciudad más rica y más populosa de Europa y cuya toma representaba la determinación de la corona española en recuperar los territorios perdidos y en el mantenimiento de la Iglesia. Después de esta capitulación, se rindieron consecutivamente otras importantes plazas en manos de las Provincias Unidas.

Felipe II había recibido como herencia de su padre, Carlos I, los Países Bajos en unión del Franco Condado, para que España, en aquel entonces la nación más poderosa del mundo, defendiera al Imperio frente a Francia. Por esta razón, era un punto a la vez estratégico y de debilidad para Felipe II. Estratégico, pues a mediados del XVI Amberes era el puerto más importante de Europa del Norte, que servía como base de operaciones a la Armada española, y un centro donde se comerciaba con bienes de toda Europa y se vendía la lana castellana. Lana, de oveja merina, procesada en los Países Bajos que, vendida a precios razonables, llegaría manufacturada a España, con el correspondiente valor añadido, pero menor que si hubiera sido manufacturada en la Península, puesto que allí la mano de obra era más barata. España era un foco de inflación para los Países Bajos debido al oro llegado de América, favoreciendo los altos salarios.
Una debilidad, pues para los Países Bajos no solo supuso un cambio de rey, sino también un cambio de «dueño», pasaron de formar parte de un imperio a formar parte del reino más poderoso de la época. A diferencia de Castilla, Aragón y Nápoles, los Países Bajos no eran parte de la herencia de los Reyes Católicos, y veían a España como un país extranjero. Así lo sentían los propios ciudadanos de los Países Bajos, pues veían, a diferencia de Carlos I a un rey extranjero (nacido en Valladolid, con la Corte en Madrid, nunca vivía en aquellos territorios y delegaba su gobierno). A esto hay que añadir el choque religioso que se estaba gestando dentro de Flandes, y que sería azuzado por la posición de Felipe II en el plano religioso, las guerras de religión volvían al corazón de Europa después de la guerra de Esmalcalda.
Gobernados por su hermana Margarita de Parma desde 1559, se encaró a los nobles rebeldes que pedían una mayor autonomía y a los protestantes que exigían el respeto a su religión dando inicio a la guerra de los Ochenta Años. Sin embargo, Felipe II era de otra opinión. El rey quería aplicar los acuerdos tridentinos, como había exigido a Catalina de Médicis en Francia contra la nobleza hugonota francesa. Al conocer en los Países Bajos la decisión de aplicar los acuerdos tridentinos, las mismas autoridades civiles se mostraron reacias a aplicar las penas dictadas por los inquisidores y, fruto de un gran malestar, comenzó un ambiente de revolución. La baja nobleza se concentró en Bruselas el 5 de abril de 1566 en el palacio de la gobernadora, siendo despreciada como «mendigos», adjetivo que tomarían los siguientes nobles en sus reivindicaciones, vistiéndose como tales. Los miembros del compromiso de Breda mandaron a Madrid a Floris de Montmorency, barón de Montigny, y luego al marqués de Berghes, que ya no volverían.
Tras aumentar la tensión y los conflictos en Amberes, la gobernadora pidió al Guillermo de Orange que pusiera orden, aceptando este de mala gana pero pacificando la ciudad. El príncipe de Orange, el conde de Egmont y el conde de Horn volvieron a pedir a Margarita de Parma más libertad. Ella se lo hizo saber a su hermano, pero Felipe II no cambiaba de opinión y avisaba de sus intenciones al papa:

[...] podéis asegurar a Su Santidad que antes de sufrir la menor cosa en perjuicio de la religión o del servicio de Dios, perdería todos mis Estados y cien vidas que tuviese, pues no pienso, ni quiero ser señor de herejes [...]

Antes de que llegaran estas noticias, el 14 de agosto un grupo de incontrolados calvinistas asaltó la principal iglesia de Saint-Omer. Le siguió una rebelión generalizada en Ypres, Courtrai, Valenciennes, Tournai y Amberes. Felipe II recibió a Montigny y le prometió convocar al Consejo de Estado de España. El 29 de octubre de 1566, el rey convocó a los consejeros más allegados: Éboli, Alba, Feria, el cardenal Espinosa, don Juan Manrique y el conde de Chinchón, junto con los secretarios de Estado Antonio Pérez y Gabriel Zayas. El acuerdo fue proceder de manera urgente, y, pese a las diferencias en la forma, el monarca optó por la fuerza. Así se acordó mandar al III duque de Alba a sofocar las rebeliones. Este hecho propició un enfrentamiento entre el príncipe don Carlos y el duque de Alba, puesto que el heredero se veía desplazado de sus asuntos. El 28 de agosto el duque de Alba llegó a Bruselas. El duque de Alba —al frente del ejército— efectuó rápidamente una durísima represión ajusticiando a los nobles rebeldes, lo que propició la dimisión de Margarita de Parma como gobernadora de los Países Bajos, dimisión al punto aceptada por su hermano el rey. Además, el 9 de septiembre, Egmont y Horn fueron prendidos, y degollados el 5 de junio de 1568.
Felipe II buscó soluciones con los nombramientos de Luis de Requesens, Juan de Austria (fallecido en 1578) y Alejandro Farnesio, que consiguió el sometimiento de las provincias católicas del sur en la Unión de Arras. Ante esto, los protestantes formaron la Unión de Utrecht. El 26 de julio de 1581, las provincias de Brabante, Güeldres, Zutphen, Holanda, Zelanda, Frisia, Malinas y Utrecht anularon en los Estados Generales, su vinculación con el rey de España, por el acta de abjuración, y eligieron como soberano a Francisco de Anjou. Pero Felipe II no renunció a esos territorios, y el gobernador de los Países Bajos Alejandro Farnesio inició la contraofensiva y recuperó a la obediencia del rey de España de gran parte del territorio, especialmente tras el asedio de Amberes, pero parte de ellos se volvieron a perder tras la campaña de Mauricio de Nassau. Antes de la muerte del rey de España, el territorio de los Países Bajos, en teoría las diecisiete provincias, pasó conjuntamente a su hija Isabel Clara Eugenia y su yerno el archiduque Alberto de Austria por el Acta de Cesión de 6 de mayo de 1598.

### Problemas con Inglaterra
Felipe II luchó contra la Corona inglesa por motivos religiosos, por el apoyo que ofrecían a los rebeldes flamencos y por los problemas que suponían los corsarios ingleses que robaban la mercancía americana a los galeones españoles en la zona del Caribe a partir de 1560. Así pues, los principales escenarios de los combates serían el Atlántico y el Caribe.

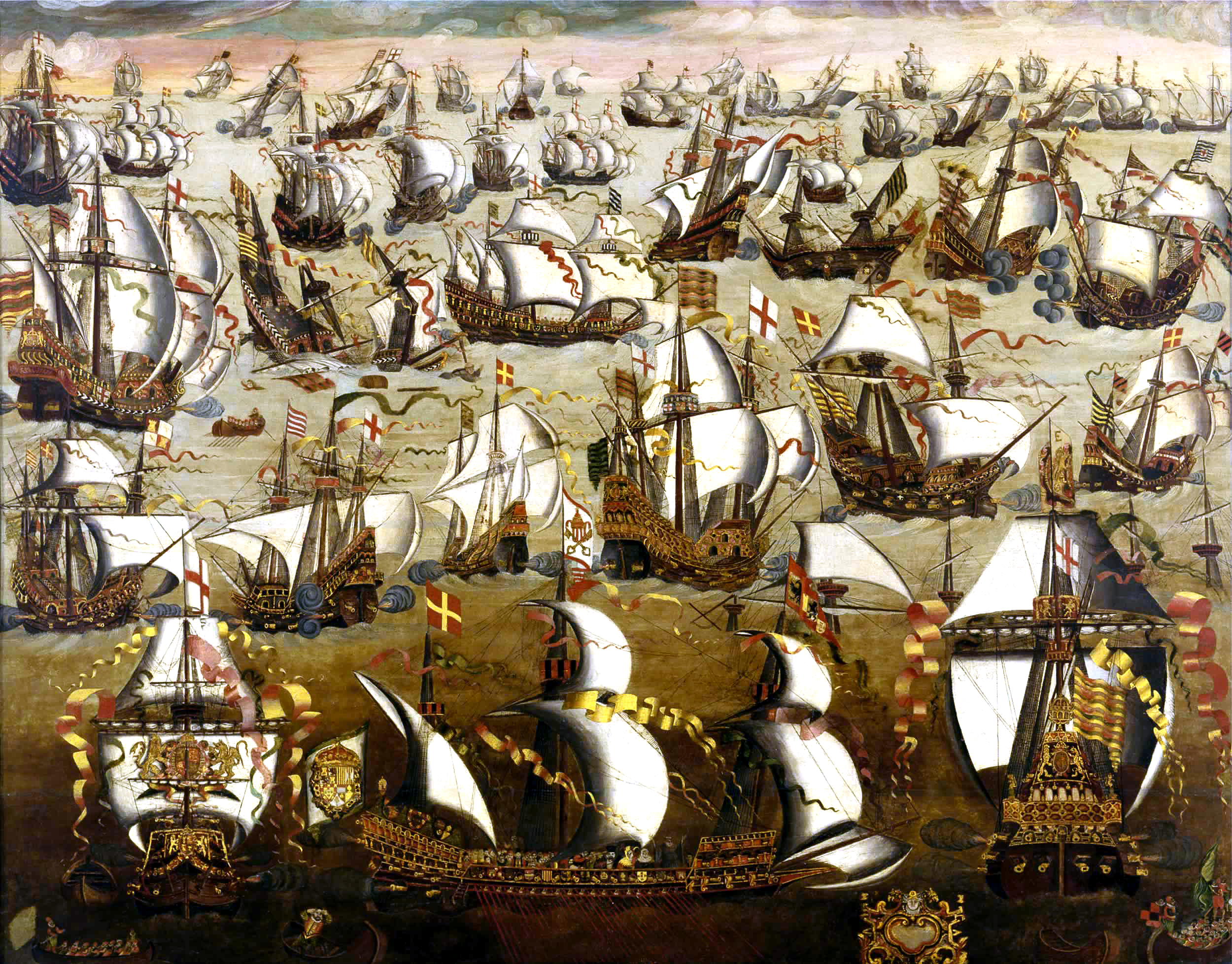
La batalla entre la Grande y Felicísima Armada y la flota inglesa.

Se ha mostrado en varias obras literarias y especialmente en películas el agobio causado por la continua piratería inglesa y francesa contra sus barcos en el Atlántico y la consecuente disminución de los ingresos del oro de las Indias. Sin embargo, investigaciones más profundas indican que esta piratería realmente consistía en varias decenas de barcos y varios cientos de piratas, siendo los primeros de escaso tonelaje, por lo que no podían enfrentarse con los galeones españoles, teniéndose que conformar con pequeños barcos o los que pudieran apartarse de la flota.
En segundo lugar está el dato según el cual, durante el XVI, ningún pirata ni corsario logró hundir galeón alguno; además de unas 600 flotas fletadas por España (dos por año durante unos tres siglos) solo dos cayeron en manos enemigas y ambas por marinas de guerra, no por piratas ni corsarios.
La ejecución de la reina católica de Escocia, María Estuardo, le decidió a enviar la llamada Grande y Felicísima Armada (en la leyenda negra, Armada Invencible) en 1588, la cual fracasó. El fracaso posibilitó una mayor libertad al comercio inglés y neerlandés, un mayor número de ataques a los puertos españoles —como el de Cádiz que fue incendiado por una flota inglesa en 1596— y, asimismo, la colonización inglesa de Norteamérica. A partir de estos hechos y hasta el final de la guerra, España e Inglaterra consiguieron victorias a la par en los combates navales librados por ambos reinos, tanto en la mar como en tierra. Con lo que la guerra se mantuvo en un empate de pérdidas de recursos para los países hasta el final. Mientras los ingleses saqueaban las posesiones españolas y no consiguieron nunca el objetivo de capturar una flota de Indias, la Armada española se preparó sin mucho éxito para invadir Inglaterra, repelió algún ataque inglés y los corsarios españoles capturaban toneladas de mercancías de barcos ingleses. Los ataques ingleses (y de piratas o corsarios a sueldo suyo) solían acabar en fracasos con pérdidas nada desdeñables, entre los que destacó el fracaso de la Invencible Inglesa (o Contraarmada). La situación se equilibró, hasta que Felipe III firmó el Tratado de Londres en 1604, con Jacobo I, sucesor de Isabel I. En algunas de las expediciones bajo su mando, se llegó a desembarcar en el sur de Inglaterra o en Irlanda (batalla de Cornualles: Carlos de Amésquita desembarcó en 1595 en el sur de Inglaterra).

Felipe II refuerza urgentemente su escuadra, encarga doce nuevos galeones y para 1591, la reconstituida columna vertebral de su armada ya dispone de diecinueve de estos buques, entre los que encontramos tres nuevos, dos capturados a los ingleses, y cuatro veteranos supervivientes de Portugal [...] Alonso de Bazán, hermano del fallecido Álvaro de Bazán, procede contra Thomas Howard con una flota de 55 velas, logrando atrapar a los ingleses entre Punta Delgada y Punta Negra [...] Los ingleses huyen, pero el galeón Revenge [...] es abordado y apresado. [...] En 1595 (los ingleses) preparan la definitiva toma e instalación de una base en Panamá [...] con una flota de 28 barcos. Pero las cosas no fueron bien para los piratas [...] Al mando de Drake, marchan a Panamá, y es allí donde concluye su existencia sir Francis [...] Después de diversas vicisitudes, tan sólo ocho barcos de la expedición lograron regresar a la patria. Tras la contraofensiva inglesa Carlos de Amezquita desembarca en las costas de Cornwall [...] Siembra el Pánico en Pezance y otras localidades cercanas y se retira. [...]
Víctor San Juan. La batalla naval de las Dunas. 2007. (págs. 66 y 67)

Además, un sistema sofisticado de escolta y de inteligencia frustraron la mayoría de los ataques corsarios a la Flota de Indias a partir de la década de 1590: las expediciones bucaneras de Francis Drake, Martin Frobisher y John Hawkins en el comienzo de dicha década fueron derrotadas.

### Guerras con el Imperio otomano en el Mediterráneo

Batalla de Lepanto (1571).

El Imperio otomano, que ya había sido contrincante de Carlos I de España, se volvió a enfrentar al Imperio español. En 1560, la flota turca —que era una potencia de primer orden— había derrotado a los cristianos en la batalla de Los Gelves. El sitio de Malta, en 1565, empero, fue fallido y además considerado como uno de los asedios más importantes de la historia militar y desde el punto de vista de los defensores, el más exitoso.

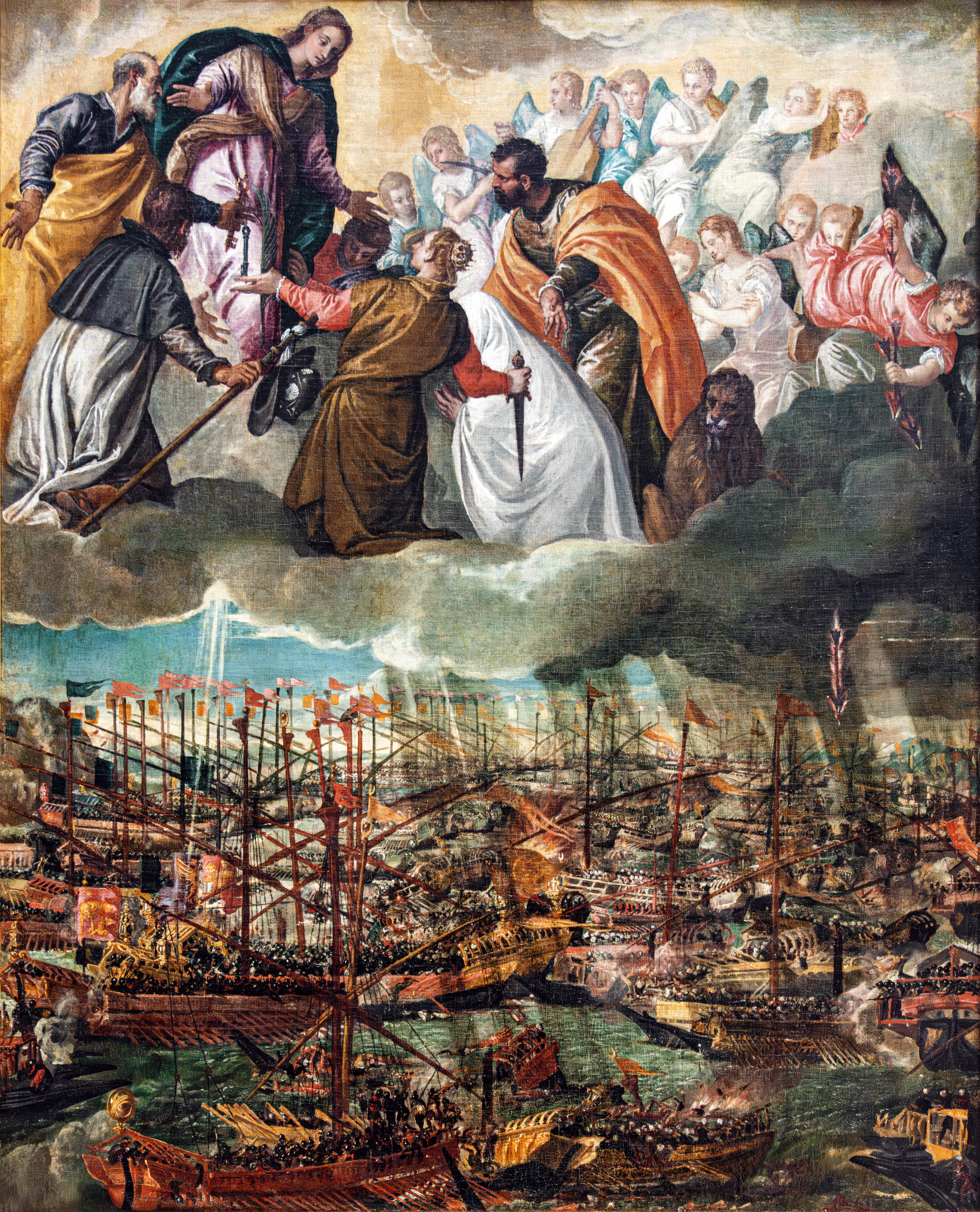
La batalla de Lepanto fue una importante victoria naval de la Liga Santa contra los turcos otomanos. Obra de Paolo Veronese.

En 1570, después de unos años de tranquilidad, los turcos iniciaron una expansión atacando varios puertos venecianos del Mediterráneo oriental y conquistaron Chipre a Venecia con 300 naves y ponen sitio a Nicosia. Venecia pidió ayuda a las potencias cristianas, pero solo el papa Pío V le respondió. Este consiguió convencer al rey de España para que también ayudara, y se formó una armada para enfrentarse a los turcos. Esta armada se reunió en el puerto de Suda, en la isla de Candia, en Creta. Esta coalición, conocida como Liga Santa, se enfrentó a la flota turca en el golfo de Lepanto, el 7 de octubre de 1571, librándose la batalla de Lepanto («la más alta ocasión que vieron los siglos»,) que acabó en una gran victoria de los aliados católicos. Así la describe el marqués de Lozoya:

Durante dos horas se peleó con ardor por ambas partes, y por dos veces fueron rechazados los españoles del puente de la galera real turca; pero en un tercera embestida aniquilaron a los jenízaros que la defendían y, herido el almirante de un arcabuzazo, un remero cristiano le cortó la cabeza. Al izarse un pabellón cristiano en la galera turca arreciaron el ataque las naves cristianas contra las capitanas turcas que no se rendían; pero al fin la flota central turca fue aniquilada.

Después de este combate, los turcos rehicieron su flota, pero incluso aliados con los piratas berberiscos habían perdido su lugar dominante en Mediterráneo. Durante casi dos años la flota otomana evitó el combate y no fue hasta después de la toma de Túnez por don Juan de Austria, en 1573, cuando Selim II, sucesor de Solimán el Magnífico, envió una fuerza de 250 naves de guerra y un contingente de unos 100 000 hombres para reconquistar ambas plazas, labor en la que perecieron cerca de 30 000 hombres, aunque con resultado satisfactorio. Fue la última gran batalla en el Mediterráneo.
Sin embargo, lo que no habían resuelto las batallas y los combates, lo resolvieron la diplomacia y las negociaciones internacionales, para beneficio de ambos imperios. Felipe II veía como se agravaba la guerra en Flandes, y Selim II tenía que hacer frente a la guerra con Persia. Ambos se encontraban librando campañas militares en otras fronteras, y ninguno se sentía con la fuerza suficiente para continuar el conflicto. Convencidos de la distinta situación que ambos imperios vivían, decidieron firmar una serie de treguas que terminaron por alejar definitivamente la guerra en el Mediterráneo durante unos cuantos años.

### Primeros contactos con China
Felipe II siempre tuvo en gran estima a la China Ming en su visión geopolítica durante la Primera globalización, buscando urgentemente establecer contactos comerciales (sobre todo por la obsesión de los chinos por la compra de Plata, la cual había Depreciado su valor por la Sobreproducción americana), siendo esta la razón de ser de la conquista de las Filipinas española para poder ocupar buenas posiciones para futuras comunicaciones con Catay, además de Cipango. En cuanto a los primeros contactos diplomáticos formales entre la Monarquía Hispánica y el Imperio chino, estos se produjeron debido a que el pirata chino Limahon (un Señor de la guerra por el Estrecho de Taiwán que atacaba los puertos de Cantón, Fujian y el sur de China), buscando escabullirse de las autoridades chinas, terminaría refugiándose en Pangasinán (Luzón) e incluso amenazaría el dominio español durante la Batalla de Manila (1574). Ante ello, el emperador Wanli delego a Wang Wanggao para que envíe 2 expediciones de la Armada Imperial China a Filipinas para capturarle, con lo cual Juan de Salcedo aprovecho para apoyarles en la persecución del enemigo común y enviar una embajada. Para tal embajada, se enviaron a la ciudad de Fuzhou (capital de Fujian) en 1575 a Jerónimo Martín y Martín de Rada (clérigo e intelectual dotado en Cosmografía, Historia y Lingüística), acompañado por el mercader chino Sinsay y los militares Miguel de Loarca y Pedro Sarmiento, con el objetivo de definir relaciones comerciales (de ser posible obtener un equivalente español del Macao portugués, que resultaría en El Piñal más adelante en 1598) y además el permiso para enviar misiones católicas en China (sobre todo para Franciscanos y Jesuitas). En el proceso se desarrollaría el primer léxico chino-español, así como traducciones de obras intelectuales chinas de gran reputación, como las colecciones de proverbios filosóficos de Mingxin Baojian, y obras de Sinología como la de Juan González de Mendoza con su libro "Historia de las cosas más notables, ritos y costumbres del gran reino de China". Además, se quiso proponer la llamada Empresa de China, la conquista española de China, pero Felipe II, caracterizado por su prudencia, decidió no aprobar tales sugerencias.

### Expansión por el Atlántico y el Pacífico

Imperio español de Felipe II, III y IV incluyendo los territorios cartografiados y reclamados, reclamaciones marítimas (mare clausum) y otros aspectos.

Felipe II continuó con la expansión en tierras americanas e incluso se agregaron a la Corona las islas Filipinas, conquistadas por Miguel López de Legazpi (1565-1569), aunque fue Ruy López de Villalobos quien las denominó así en su honor. La colonización española de las islas codiciadas también por ingleses, holandeses y portugueses no se aseguró hasta 1565 cuando Miguel López de Legazpi, enviado por el virrey de Nueva España construyó el primer asentamiento español en Cebú. La ciudad de Manila, capital del archipiélago, se fundó por el propio Legazpi en 1571. Una vez descubierto el circuito de corrientes oceánicas y vientos favorables para la navegación entre América y Filipinas, se estableció la ruta regular de flotas entre Manila y Acapulco, México, conocida como el Galeón de Manila. Florida fue colonizada en 1565 por Pedro Menéndez de Avilés al fundar San Agustín y al derrotar rápidamente un intento ilegal del capitán francés Jean Ribault y 150 hombres de establecer un puesto de aprovisionamiento en el territorio español. San Agustín se convirtió rápidamente en una base estratégica de defensa para los barcos españoles llenos de oro y plata que regresaban desde los dominios de las Indias.
En el Pacífico sur, frente a las costas del actual Chile, Juan Fernández descubrió una serie de islas entre los años 1563 y 1574. Le puso su propio nombre a ese archipiélago, quedando finalmente conocidas como archipiélago Juan Fernández. Los primeros europeos en llegar a las islas que hoy son Nueva Zelanda lo hicieron en el probable viaje de Juan Jufré y del marino Juan Fernández a Oceanía, ocasión en la cual habrían descubierto Nueva Zelanda para España, a finales de 1576; este suceso se basó en un documento que se presentó a Felipe II y en vestigios arqueológicos (cascos estilo español) encontrados en cuevas en el extremo superior de la isla norte.
Como se expresa anteriormente, se meditó la conquista de China para el Imperio español durante su reinado. Como demuestra una carta del gobernador y el arzobispo de Filipinas, en la que ambos le comentaban que si les enviaba 5000 hombres y 30 buques podrían hacer con China lo que Hernán Cortés había hecho en México. Sin embargo, Felipe II nunca llegó a responder a esa carta.
Se ampliaron los dominios en África. Mazagán, incorporada al Imperio porque era una colonia portuguesa, al igual que Casablanca, Tánger, Ceuta y la isla de Perejil. Se reconquistó a los otomanos el peñón de Vélez de la Gomera, en una operación a cargo de García Álvarez de Toledo y Osorio, marqués de Villafranca del Bierzo y virrey de Cataluña. Además, debido a la anexión de Portugal, también se añadieron las colonias que este territorio poseía en Asia: Macao, Nagasaki y Malaca.

#### Proyectos en Asia
Durante su reinado, la Capitanía General de Filipinas fue colonizada con éxito y se convirtió en la puerta de entrada de España a Asia, logrando así los objetivos de las expediciones de Cristóbal Colón: establecer presencia en las Indias para evangelizar y mejorar el comercio con el Lejano Oriente. Tras el establecimiento de la Unión Ibérica, incluida la teórica alianza entre las Indias Orientales españolas y portuguesas, la confianza de las autoridades coloniales castellanas y portuguesas se transformó en un espíritu de cruzada militante, convencidos de que cualquier reino asiático sería fácil de subyugar. Los principales objetivos de Felipe II en Asia fueron, inicialmente, disipar la amenaza de la embajada otomana en Aceh contra las Filipinas españolas (al tiempo que apoyaba al Imperio portugués en el enfrentamiento otomano-portugués por el Océano Índico) y apoyar logísticamente las misiones católicas en Oriente, especialmente las jesuitas y mendicantes, para difundir el catolicismo por todo el mundo (incluyendo posibles nuevas conquistas para expandir las Indias Orientales Españolas, o al menos conseguir nuevos aliados en la región). Sin embargo, tras establecerse los primeros rastros de fuerzas navales del Imperio neerlandés y el Imperio inglés, sus objetivos se centraron en expulsarles por medio de consolidar la cooperación de la Unión Ibérica en el Lejano Oriente y ser menos agresivo con las grandes potencias locales (especialmente la China Ming, la India mogol, el Irán safávida y la Turquía otomana).
La primera propuesta para apoyar este proyecto de colaboración ibérica fue la de João Ribeiro Gaio (obispo de Malaca de reconocida Hispanofilia), quien, aprovechando la crisis tras la muerte del sultán Ali Ri'ayat Shah, solicitó la ayuda del rey Felipe (solo como rey de Portugal) en 1584 para que apoyara una expedición desde la Goa portuguesa para conquistar el sultanato de Aceh mediante un desembarco en el norte de Sumatra, acompañado de un bloqueo económico para impedir la salida de barcos de Aceh (e interceptar cualquier galera otomana que les trajera ayuda). Tras su rendición de Aceh, prepararía otra expedición para conquistar el sultanato de Johor y la península malaya, para luego tomar el control total del estrecho de Malaca. Otros, más realistas, como Francisco Rodrigues da Silveira, propusieron simplemente la conquista de Sri Lanka y centrarse en consolidar la posición de la Ceilán portuguesa (lo que tendría el efecto colateral de asegurar el Océano Índico), en lugar de intentar imitar las fantásticas conquistas del pasado, arguyendo que las poblaciones musulmanas en Indonesia eran fervientes creyentes indispuestos a la conversión al catolicismo (y que habían desarrollado resentimientos a los portugueses por el gobierno tiránico del Malacca portugués), en contraste con los Hindues y Budistas de Sri Lanka (apelando al ejemplo de los Cristianos de Santo Tomás). El historiador contemporáneo Diogo do Couto defendía la conquista simultánea de Sri Lanka y luego Sumatra-Malaya tras una conquista preliminar de Monomotapa (un Reino Bantú) en el Mozambique portugués (para apoderarse de sus recursos y posiciones militares), e iniciar una gran campaña por todo el Océano Índico que empezaría en el África Oriental y culminaría en el Sudeste Asiático con la conquista de las Molucas contra el Sultanato de Ternate. También existían planes más ambiciosos por parte de oficiales portugueses y españoles sobre proyectos para conquistar Siam, Camboya, Cochinchina/Vietnam, Japón y China en caso de lograr el control total del Océano Índico (o incluso sin él, confiando en su entusiasmo cruzadista y en que Dios estaba de su lado), creyendo que el rey Felipe tenía los medios para volverse el Señor de todos los países entre la India y Japón, considerados «las regiones más hermosas del mundo. Pues albergan todas las riquezas, piedras preciosas, mercancías mundanas, especias y numerosos y grandes reinos e imperios». Incluso oficiales como Jorge de Lemos creían en 1585 que tales proyectos para controlar el Sudeste Asiático y el Océano Índico proporcionarían a la Dual Corona Ibérica los recursos económicos para una guerra que les permitiría destruir no solo a los heresiarcas y sus seguidores (el Imperio holandés y el Imperio inglés), sino también recuperar todo el territorio cristiano perdido ante los musulmanes en la Edad Media (como el Norte de África y Asia occidental), restaurar el Reino de Jerusalén y derrocar al Califato Otomano. También el oidor de la Real Audiencia de Manila, Melchor Dávalos, propuso a Felipe II una expedición militar para conquistar el Sultanato de Sulú, el Imperio de Brunéi, Ternate y otras potencias islámicas locales como antesala a una nueva política sobre la represión de musulmanes en Filipinas (especialmente los nativos, como el pueblo moro, pero también los procedentes de la India islámica, Indonesia, Malasia, la Persia safávida y el Imperio otomano, incluso se habían avistado moriscos) y argumentó que algunos sultanatos regionales apoyaban a esos moriscos renegados de la España peninsular. Al final, Felipe II quiso mantener la prudencia y rara vez apoyó estas grandes propuestas de conquistar el Sudeste Asiático, con la salvedad de la Guerra hispano-camboyana y las expediciones de Gómez Pérez das Mariñas y Luis Pérez das Mariñas en las Molucas y Mindanao contra Ternate y los Moro.

## Familia

### Matrimonios e hijos

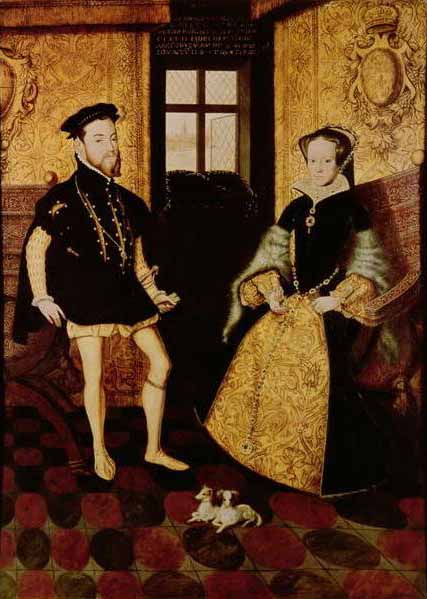
Felipe II y su segunda esposa María I Tudor, reyes de Inglaterra.

- Casó en primeras nupcias con su prima hermana, la infanta María Manuela de Portugal (1527-1545) el 15 de noviembre de 1543. Tuvieron un único hijo:[40]
  - Carlos de Austria (1545-1568), príncipe de Asturias.
- Casó en segundas nupcias con la prima hermana de sus padres Carlos e Isabel, la reina María I de Inglaterra (1516-1558), en Winchester el 25 de julio de 1554. No tuvieron hijos.[40]
- Su tercer matrimonio con Isabel de Valois (1545-1568) tuvo lugar el 22 de junio de 1559. Tuvieron cinco hijas:[40]
  - Dos niñas gemelas (agosto de 1564), aborto espontáneo.
  - Isabel Clara Eugenia (1566-1633), casada con su primo hermano, el archiduque Alberto de Austria.
  - Catalina Micaela (1567-1597), casada con Carlos Manuel I, duque de Saboya.
  - Juana (3 de octubre de 1568), murió a las pocas horas de nacer.
- Casó en cuartas nupcias con su sobrina la archiduquesa Ana de Austria (1549-1580), el 14 de noviembre de 1570. Ana era hija de Maximiliano II de Habsburgo (primo de Felipe) y de María de Austria y Portugal (hermana de Felipe). La pareja tuvo cuatro hijos y una hija:[40]
  - Fernando (4 de diciembre de 1571-18 de octubre de 1578), príncipe de Asturias.
  - Carlos Lorenzo (12 de agosto de 1573-30 de junio de 1575).
  - Diego Félix (15 de agosto de 1575-21 de noviembre de 1582), príncipe de Asturias.
  - Felipe (14 de abril de 1578-31 de marzo de 1621), príncipe de Asturias, futuro rey de España como Felipe III.
  - María (14 de febrero de 1580-5 de agosto de 1583).

### Amantes
- Isabel Osorio (1522-1589) dama de compañía de la hermana de Felipe II. Tuvo dos hijos, Bernardino y Pedro, de los que nunca dio el nombre del padre.
- Eufrasia de Guzmán (c. 1540- c. 1599) fue posiblemente amante de Felipe II entre 1559 y 1564, mientras este esperaba que su esposa Isabel de Valois cumpliese la edad para consumar el matrimonio. Tuvo un hijo y una hija, siendo uno de ellos atribuible a Felipe II sin haberse confirmado nunca tal punto.

## Semblanza

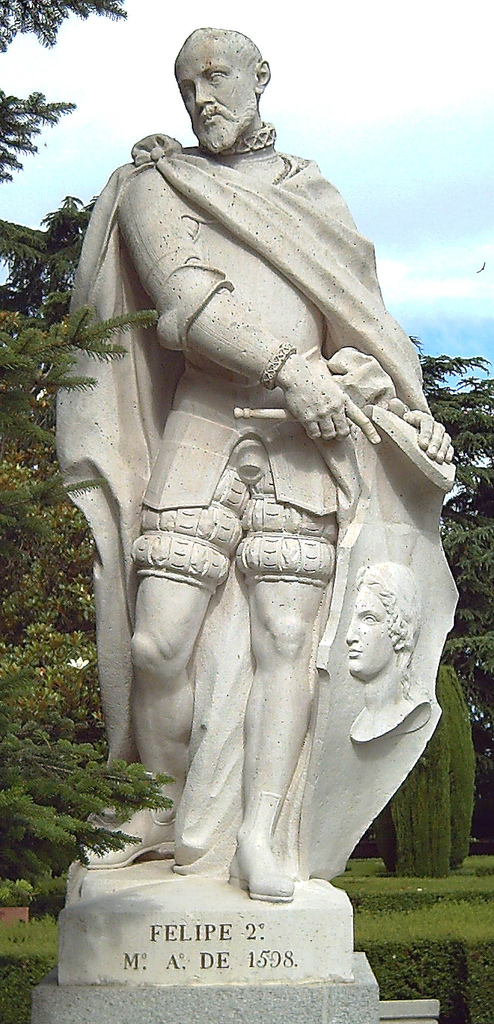
Estatua de Felipe II (1750) por Felipe de Castro, en los Jardines de Sabatini, en Madrid.

En 1554, según el observador escocés John Elder, Felipe II era de estatura media, más bien pequeña, y continúa:

... de rostro es bien parecido, con frente ancha y ojos grises, de nariz recta y de talante varonil. Desde la frente a la punta de la barbilla su rostro se empequeñece; su modo de andar es digno de un príncipe, y su porte tan derecho y recto que no pierde una pulgada de altura; con la cabeza y la barba amarillas. y así, para concluir, es tan bien proporcionado de cuerpo, brazo y pierna, y lo mismo todos los demás miembros, que la naturaleza no puede labrar un modelo más perfecto.

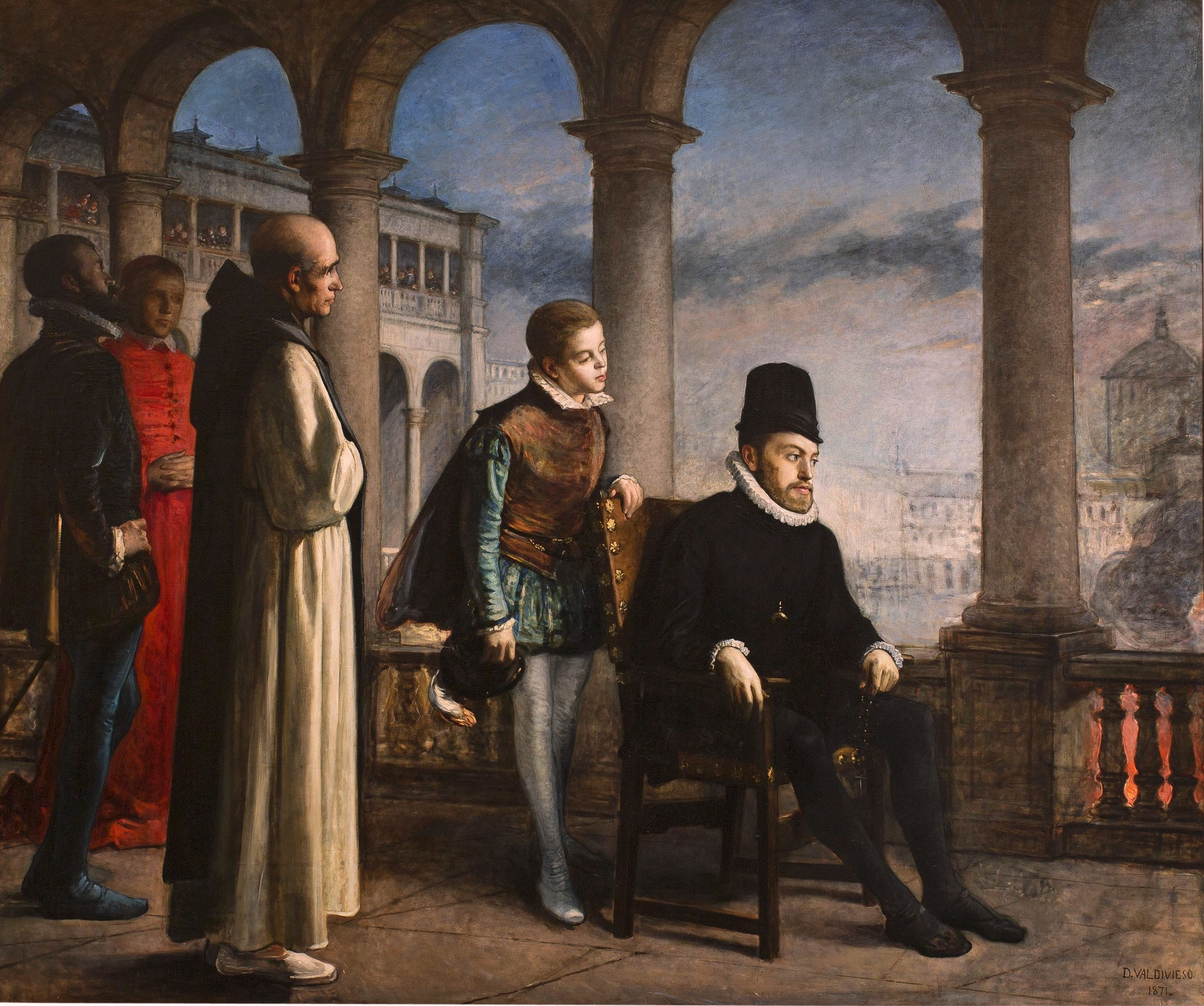
Domingo Valdivieso y Henarejos, Felipe II presidiendo un auto de fe en una reconstrucción imaginaria característica de la pintura historicista decimonónica. Óleo sobre lienzo fechado en 1872. Museo del Prado, en depósito en la Universidad de Barcelona.

Desde el annus horribilis de 1568, el monarca renacentista acentuó su severidad, y con el tiempo se fue asimilando al estereotipo de la leyenda negra, tan grave de gesto como de palabra. Era de carácter taciturno, prudente, sosegado, constante y considerado, y muy religioso, aunque sin caer en el fanatismo del que le acusaban sus enemigos. En 1577 se lo describe así:

... de estatura mediocre, pero muy bien proporcionado; sus rubios cabellos empiezan a blanquear; su rostro es bello y agradable; su humor es melancólico (...) Se ocupa de los asuntos sin descanso y en ello se toma un trabajo extremado porque quiere saberlo todo y verlo todo. Se levanta muy temprano y trabaja o escribe hasta el mediodía. Come entonces, siempre a la misma hora y casi siempre de la misma calidad y la misma cantidad de platos. Bebe en un vaso de cristal de tamaño mediocre y lo vacía dos veces y media. (...) Sufre algunas veces de debilidad de estómago, pero poco o nada de la gota. Una media hora después de la comida despacha todos los documentos en los que debe poner su firma. Hecho esto, tres o cuatro veces por semana va en carroza al campo para cazar con ballesta el ciervo o el conejo.

Su carácter psicológico era reservado y ocultó su timidez e inseguridad bajo una seriedad que le valió una imagen de frialdad e insensibilidad. No tuvo muchos amigos, y ninguno gozó completamente de su confianza, pero no fue el personaje oscuro y amargado que se ha transmitido en la historia a través de la leyenda negra.

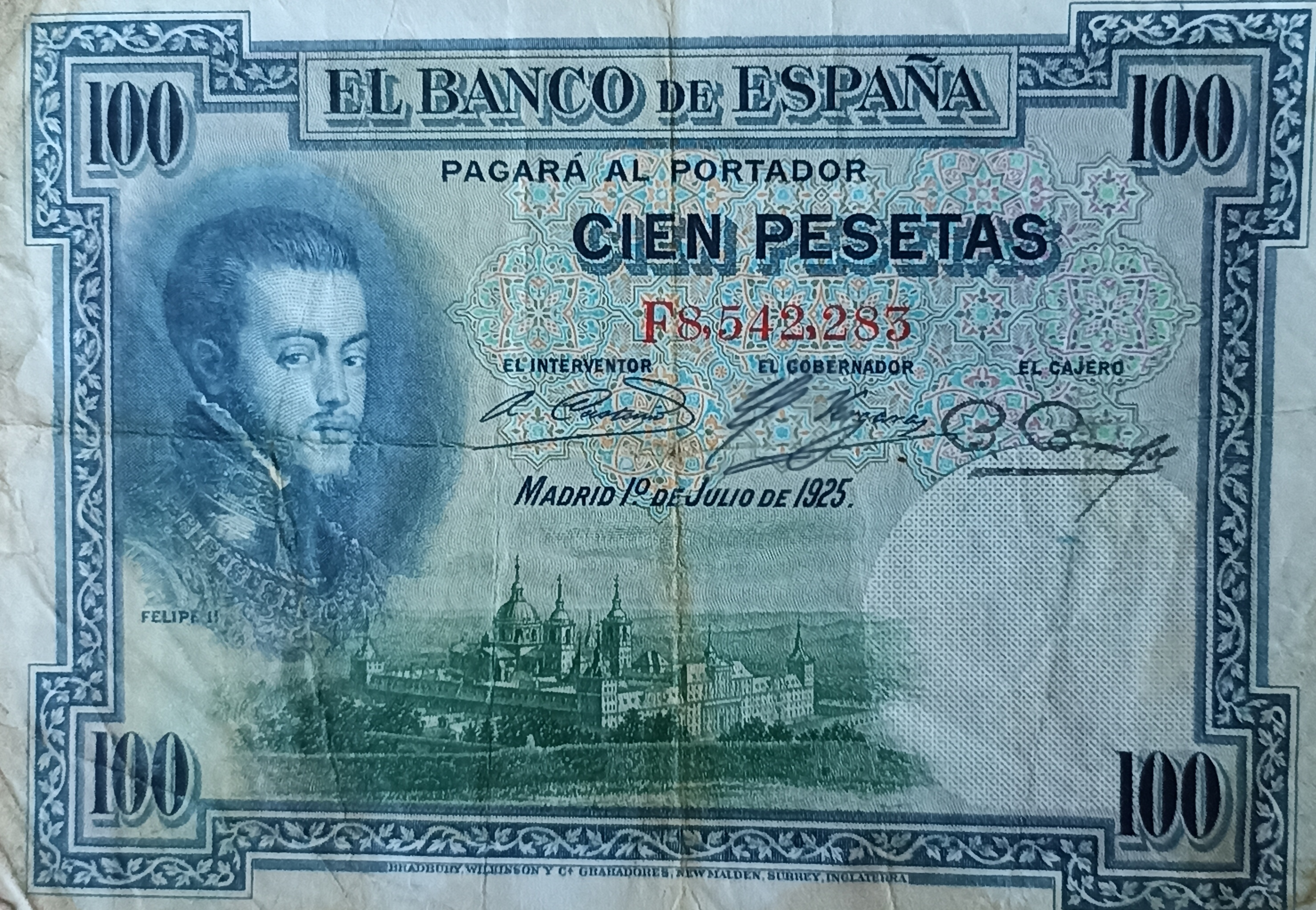
Billete de cien pesetas con el retrato de Felipe II

Fue un hombre considerado inteligente, muy culto y formado, aficionado a los libros, a la arquitectura y al coleccionismo de obras de arte: pintura, relojes, armas, curiosidades, rarezas. Muy riguroso en la defensa del Catolicismo, descartó a El Greco en El Escorial por considerar que su estilo no se ajustaba a la ortodoxia religiosa, pero atesoró numerosas obras extravagantes de El Bosco y mitologías de Tiziano de evidente erotismo. Felipe II era además un gran aficionado a la caza y la pesca.

## Fallecimiento
Felipe II tuvo, durante la mayor parte de la vida, una salud delicada. Padeció numerosas enfermedades y durante sus diez últimos años de vida la gota le tuvo postrado. Llegó a perder la movilidad de la mano derecha, sin poder firmar los documentos. A fines de la primavera de 1598 se hizo trasladar en litera desde Madrid hasta el monasterio de San Lorenzo de El Escorial. Comulgó por última vez el 8 de septiembre, ya que los médicos se lo prohibieron a partir de ese momento, por miedo a ahogarse al tragar la hostia.  Se instaló en una reducida habitación desde cuya cama y a través de una pequeña abertura podía ver el altar mayor de la basílica y el tabernáculo que reposaba en él. A pesar de su inmenso sufrimiento disponía minuciosamente de los menores detalles de sus exequias. Mandó a llamar a su hija preferida y a su hijo, a quienes se mostró encenegado en sus deyecciones y les murmuró «He querido, hijos míos, que os hallarais presentes para que veáis en qué vienen a parar los reinos y señoríos de este mundo». A las 5 de la mañana del domingo 13 de septiembre de 1598, con un crucifijo en una mano y un cirio encendido en la otra y los ojos fijos en el tabernáculo, falleció. Fue sepultado en el mismo monasterio a los setenta y un años. Su agonía había durado cincuenta y tres días, en los que sufrió varias enfermedades: gota, artrosis, fiebres tercianas, abscesos e hidropesía entre otras.

## Ancestros
| \| \| \| \| \| \| \| \| \| \| \| \| \| \| \| \| \| \| \| \| 16. Fernando III de Alemania \| \| \| \| \| \| \| \| \| \| \| \| \| \| \| \| \| \| \| \| \| \| \| \| \| \| \| \| \| \| \| \| \| \| \| \| \| \| \| \| \| \| \| \| \| \| \| \| \| \| \| \| \| \| 8. Maximiliano I de Alemania \| \| \| \| \| \| \| \| \| \| \| \| \| \| \| \| \| \| \| \| \| \| \| \| \| \| \| \| \| \| \| \| \| \| \| \| \| \| \| \| \| \| \| \| \| \| \| \| \| \| \| \| \| \| 17. Leonor de Avis \| \| \| \| \| \| \| \| \| \| \| \| \| \| \| \| \| \| \| \| \| \| \| \| \| \| \| \| \| \| \| \| \| \| \| \| \| \| \| \| \| \| \| \| \| \| \| \| \| \| \| \| \| \| 4. Felipe I de Castilla \| \| \| \| \| \| \| \| \| \| \| \| \| \| \| \| \| \| \| \| \| \| \| \| \| \| \| \| \| \| \| \| \| \| \| \| \| \| \| \| \| \| \| \| \| \| \| \| \| \| \| \| \| \| 18. Carlos el Temerario \| \| \| \| \| \| \| \| \| \| \| \| \| \| \| \| \| \| \| \| \| \| \| \| \| \| \| \| \| \| \| \| \| \| \| \| \| \| \| \| \| \| \| \| \| \| \| \| \| \| \| \| \| \| 9. María de Borgoña \| \| \| \| \| \| \| \| \| \| \| \| \| \| \| \| \| \| \| \| \| \| \| \| \| \| \| \| \| \| \| \| \| \| \| \| \| \| \| \| \| \| \| \| \| \| \| \| \| \| \| \| \| \| 19. Isabel de Borbón \| \| \| \| \| \| \| \| \| \| \| \| \| \| \| \| \| \| \| \| \| \| \| \| \| \| \| \| \| \| \| \| \| \| \| \| \| \| \| \| \| \| \| \| \| \| \| \| \| \| \| \| \| \| 2. Carlos I de España y V de Alemania \| \| \| \| \| \| \| \| \| \| \| \| \| \| \| \| \| \| \| \| \| \| \| \| \| \| \| \| \| \| \| \| \| \| \| \| \| \| \| \| \| \| \| \| \| \| \| \| \| \| \| \| \| \| 20. Juan II de Aragón \| \| \| \| \| \| \| \| \| \| \| \| \| \| \| \| \| \| \| \| \| \| \| \| \| \| \| \| \| \| \| \| \| \| \| \| \| \| \| \| \| \| \| \| \| \| \| \| \| \| \| \| \| \| 10. Fernando II de Aragón \| \| \| \| \| \| \| \| \| \| \| \| \| \| \| \| \| \| \| \| \| \| \| \| \| \| \| \| \| \| \| \| \| \| \| \| \| \| \| \| \| \| \| \| \| \| \| \| \| \| \| \| \| \| 21. Juana Enríquez \| \| \| \| \| \| \| \| \| \| \| \| \| \| \| \| \| \| \| \| \| \| \| \| \| \| \| \| \| \| \| \| \| \| \| \| \| \| \| \| \| \| \| \| \| \| \| \| \| \| \| \| \| \| 5. Juana I de Castilla \| \| \| \| \| \| \| \| \| \| \| \| \| \| \| \| \| \| \| \| \| \| \| \| \| \| \| \| \| \| \| \| \| \| \| \| \| \| \| \| \| \| \| \| \| \| \| \| \| \| \| \| \| \| 22. Juan II de Castilla \| \| \| \| \| \| \| \| \| \| \| \| \| \| \| \| \| \| \| \| \| \| \| \| \| \| \| \| \| \| \| \| \| \| \| \| \| \| \| \| \| \| \| \| \| \| \| \| \| \| \| \| \| \| 11. Isabel I de Castilla \| \| \| \| \| \| \| \| \| \| \| \| \| \| \| \| \| \| \| \| \| \| \| \| \| \| \| \| \| \| \| \| \| \| \| \| \| \| \| \| \| \| \| \| \| \| \| \| \| \| \| \| \| \| 23. Isabel de Portugal \| \| \| \| \| \| \| \| \| \| \| \| \| \| \| \| \| \| \| \| \| \| \| \| \| \| \| \| \| \| \| \| \| \| \| \| \| \| \| \| \| \| \| \| \| \| \| \| \| \| \| \| \| \| 1. Felipe II de España \| \| \| \| \| \| \| \| \| \| \| \| \| \| \| \| \| \| \| \| \| \| \| \| \| \| \| \| \| \| \| \| \| \| \| \| \| \| \| \| \| \| \| \| \| \| \| \| \| \| \| \| \| \| 24. Eduardo I de Portugal \| \| \| \| \| \| \| \| \| \| \| \| \| \| \| \| \| \| \| \| \| \| \| \| \| \| \| \| \| \| \| \| \| \| \| \| \| \| \| \| \| \| \| \| \| \| \| \| \| \| \| \| \| \| 12. Fernando de Portugal \| \| \| \| \| \| \| \| \| \| \| \| \| \| \| \| \| \| \| \| \| \| \| \| \| \| \| \| \| \| \| \| \| \| \| \| \| \| \| \| \| \| \| \| \| \| \| \| \| \| \| \| \| \| 25. Leonor de Aragón \| \| \| \| \| \| \| \| \| \| \| \| \| \| \| \| \| \| \| \| \| \| \| \| \| \| \| \| \| \| \| \| \| \| \| \| \| \| \| \| \| \| \| \| \| \| \| \| \| \| \| \| \| \| 6. Manuel I de Portugal \| \| \| \| \| \| \| \| \| \| \| \| \| \| \| \| \| \| \| \| \| \| \| \| \| \| \| \| \| \| \| \| \| \| \| \| \| \| \| \| \| \| \| \| \| \| \| \| \| \| \| \| \| \| 26. Juan de Portugal \| \| \| \| \| \| \| \| \| \| \| \| \| \| \| \| \| \| \| \| \| \| \| \| \| \| \| \| \| \| \| \| \| \| \| \| \| \| \| \| \| \| \| \| \| \| \| \| \| \| \| \| \| \| 13. Beatriz de Portugal \| \| \| \| \| \| \| \| \| \| \| \| \| \| \| \| \| \| \| \| \| \| \| \| \| \| \| \| \| \| \| \| \| \| \| \| \| \| \| \| \| \| \| \| \| \| \| \| \| \| \| \| \| \| 27. Isabel de Barcelos \| \| \| \| \| \| \| \| \| \| \| \| \| \| \| \| \| \| \| \| \| \| \| \| \| \| \| \| \| \| \| \| \| \| \| \| \| \| \| \| \| \| \| \| \| \| \| \| \| \| \| \| \| \| 3. Isabel de Portugal \| \| \| \| \| \| \| \| \| \| \| \| \| \| \| \| \| \| \| \| \| \| \| \| \| \| \| \| \| \| \| \| \| \| \| \| \| \| \| \| \| \| \| \| \| \| \| \| \| \| \| \| \| \| 28. Juan II de Aragón (=20) \| \| \| \| \| \| \| \| \| \| \| \| \| \| \| \| \| \| \| \| \| \| \| \| \| \| \| \| \| \| \| \| \| \| \| \| \| \| \| \| \| \| \| \| \| \| \| \| \| \| \| \| \| \| 14. Fernando II de Aragón (=10) \| \| \| \| \| \| \| \| \| \| \| \| \| \| \| \| \| \| \| \| \| \| \| \| \| \| \| \| \| \| \| \| \| \| \| \| \| \| \| \| \| \| \| \| \| \| \| \| \| \| \| \| \| \| 29. Juana Enríquez (=21) \| \| \| \| \| \| \| \| \| \| \| \| \| \| \| \| \| \| \| \| \| \| \| \| \| \| \| \| \| \| \| \| \| \| \| \| \| \| \| \| \| \| \| \| \| \| \| \| \| \| \| \| \| \| 7. María de Aragón \| \| \| \| \| \| \| \| \| \| \| \| \| \| \| \| \| \| \| \| \| \| \| \| \| \| \| \| \| \| \| \| \| \| \| \| \| \| \| \| \| \| \| \| \| \| \| \| \| \| \| \| \| \| 30. Juan II de Castilla (=22) \| \| \| \| \| \| \| \| \| \| \| \| \| \| \| \| \| \| \| \| \| \| \| \| \| \| \| \| \| \| \| \| \| \| \| \| \| \| \| \| \| \| \| \| \| \| \| \| \| \| \| \| \| \| 15. Isabel I de Castilla (=11) \| \| \| \| \| \| \| \| \| \| \| \| \| \| \| \| \| \| \| \| \| \| \| \| \| \| \| \| \| \| \| \| \| \| \| \| \| \| \| \| \| \| \| \| \| \| \| \| \| \| \| \| \| \| 31. Isabel de Portugal(=23) \| \| \| \| \| \| \| \| \| \| \| \| \| \| \| \| \| \| \| \| \| \| \| \| \| \| \| \| \| \| \| \| \| \| \| \| \| \| \| \| \| \| \| \| \| \| \| \| \| \| \| \| |                                       |  |  |  |  |  |  |  |  |  |  |  |  |  |  |  |
| |                                       |  |  |  |  |  |  |  |  |  |  |  |  |  |  |  |
| | 16. Fernando III de Alemania          |  |  |  |  |  |  |  |  |  |  |  |  |  |  |  |
| |                                       |  |  |  |  |  |  |  |  |  |  |  |  |  |  |  |
| |                                       |  |  |  |  |  |  |  |  |  |  |  |  |  |  |  |
| | 8. Maximiliano I de Alemania          |  |  |  |  |  |  |  |  |  |  |  |  |  |  |  |
| |                                       |  |  |  |  |  |  |  |  |  |  |  |  |  |  |  |
| |                                       |  |  |  |  |  |  |  |  |  |  |  |  |  |  |  |
| | 17. Leonor de Avis                    |  |  |  |  |  |  |  |  |  |  |  |  |  |  |  |
| |                                       |  |  |  |  |  |  |  |  |  |  |  |  |  |  |  |
| |                                       |  |  |  |  |  |  |  |  |  |  |  |  |  |  |  |
| | 4. Felipe I de Castilla               |  |  |  |  |  |  |  |  |  |  |  |  |  |  |  |
| |                                       |  |  |  |  |  |  |  |  |  |  |  |  |  |  |  |
| |                                       |  |  |  |  |  |  |  |  |  |  |  |  |  |  |  |
| | 18. Carlos el Temerario               |  |  |  |  |  |  |  |  |  |  |  |  |  |  |  |
| |                                       |  |  |  |  |  |  |  |  |  |  |  |  |  |  |  |
| |                                       |  |  |  |  |  |  |  |  |  |  |  |  |  |  |  |
| | 9. María de Borgoña                   |  |  |  |  |  |  |  |  |  |  |  |  |  |  |  |
| |                                       |  |  |  |  |  |  |  |  |  |  |  |  |  |  |  |
| |                                       |  |  |  |  |  |  |  |  |  |  |  |  |  |  |  |
| | 19. Isabel de Borbón                  |  |  |  |  |  |  |  |  |  |  |  |  |  |  |  |
| |                                       |  |  |  |  |  |  |  |  |  |  |  |  |  |  |  |
| |                                       |  |  |  |  |  |  |  |  |  |  |  |  |  |  |  |
| | 2. Carlos I de España y V de Alemania |  |  |  |  |  |  |  |  |  |  |  |  |  |  |  |
| |                                       |  |  |  |  |  |  |  |  |  |  |  |  |  |  |  |
| |                                       |  |  |  |  |  |  |  |  |  |  |  |  |  |  |  |
| | 20. Juan II de Aragón                 |  |  |  |  |  |  |  |  |  |  |  |  |  |  |  |
| |                                       |  |  |  |  |  |  |  |  |  |  |  |  |  |  |  |
| |                                       |  |  |  |  |  |  |  |  |  |  |  |  |  |  |  |
| | 10. Fernando II de Aragón             |  |  |  |  |  |  |  |  |  |  |  |  |  |  |  |
| |                                       |  |  |  |  |  |  |  |  |  |  |  |  |  |  |  |
| |                                       |  |  |  |  |  |  |  |  |  |  |  |  |  |  |  |
| | 21. Juana Enríquez                    |  |  |  |  |  |  |  |  |  |  |  |  |  |  |  |
| |                                       |  |  |  |  |  |  |  |  |  |  |  |  |  |  |  |
| |                                       |  |  |  |  |  |  |  |  |  |  |  |  |  |  |  |
| | 5. Juana I de Castilla                |  |  |  |  |  |  |  |  |  |  |  |  |  |  |  |
| |                                       |  |  |  |  |  |  |  |  |  |  |  |  |  |  |  |
| |                                       |  |  |  |  |  |  |  |  |  |  |  |  |  |  |  |
| | 22. Juan II de Castilla               |  |  |  |  |  |  |  |  |  |  |  |  |  |  |  |
| |                                       |  |  |  |  |  |  |  |  |  |  |  |  |  |  |  |
| |                                       |  |  |  |  |  |  |  |  |  |  |  |  |  |  |  |
| | 11. Isabel I de Castilla              |  |  |  |  |  |  |  |  |  |  |  |  |  |  |  |
| |                                       |  |  |  |  |  |  |  |  |  |  |  |  |  |  |  |
| |                                       |  |  |  |  |  |  |  |  |  |  |  |  |  |  |  |
| | 23. Isabel de Portugal                |  |  |  |  |  |  |  |  |  |  |  |  |  |  |  |
| |                                       |  |  |  |  |  |  |  |  |  |  |  |  |  |  |  |
| |                                       |  |  |  |  |  |  |  |  |  |  |  |  |  |  |  |
| | 1. Felipe II de España                |  |  |  |  |  |  |  |  |  |  |  |  |  |  |  |
| |                                       |  |  |  |  |  |  |  |  |  |  |  |  |  |  |  |
| |                                       |  |  |  |  |  |  |  |  |  |  |  |  |  |  |  |
| | 24. Eduardo I de Portugal             |  |  |  |  |  |  |  |  |  |  |  |  |  |  |  |
| |                                       |  |  |  |  |  |  |  |  |  |  |  |  |  |  |  |
| |                                       |  |  |  |  |  |  |  |  |  |  |  |  |  |  |  |
| | 12. Fernando de Portugal              |  |  |  |  |  |  |  |  |  |  |  |  |  |  |  |
| |                                       |  |  |  |  |  |  |  |  |  |  |  |  |  |  |  |
| |                                       |  |  |  |  |  |  |  |  |  |  |  |  |  |  |  |
| | 25. Leonor de Aragón                  |  |  |  |  |  |  |  |  |  |  |  |  |  |  |  |
| |                                       |  |  |  |  |  |  |  |  |  |  |  |  |  |  |  |
| |                                       |  |  |  |  |  |  |  |  |  |  |  |  |  |  |  |
| | 6. Manuel I de Portugal               |  |  |  |  |  |  |  |  |  |  |  |  |  |  |  |
| |                                       |  |  |  |  |  |  |  |  |  |  |  |  |  |  |  |
| |                                       |  |  |  |  |  |  |  |  |  |  |  |  |  |  |  |
| | 26. Juan de Portugal                  |  |  |  |  |  |  |  |  |  |  |  |  |  |  |  |
| |                                       |  |  |  |  |  |  |  |  |  |  |  |  |  |  |  |
| |                                       |  |  |  |  |  |  |  |  |  |  |  |  |  |  |  |
| | 13. Beatriz de Portugal               |  |  |  |  |  |  |  |  |  |  |  |  |  |  |  |
| |                                       |  |  |  |  |  |  |  |  |  |  |  |  |  |  |  |
| |                                       |  |  |  |  |  |  |  |  |  |  |  |  |  |  |  |
| | 27. Isabel de Barcelos                |  |  |  |  |  |  |  |  |  |  |  |  |  |  |  |
| |                                       |  |  |  |  |  |  |  |  |  |  |  |  |  |  |  |
| |                                       |  |  |  |  |  |  |  |  |  |  |  |  |  |  |  |
| | 3. Isabel de Portugal                 |  |  |  |  |  |  |  |  |  |  |  |  |  |  |  |
| |                                       |  |  |  |  |  |  |  |  |  |  |  |  |  |  |  |
| |                                       |  |  |  |  |  |  |  |  |  |  |  |  |  |  |  |
| | 28. Juan II de Aragón (=20)           |  |  |  |  |  |  |  |  |  |  |  |  |  |  |  |
| |                                       |  |  |  |  |  |  |  |  |  |  |  |  |  |  |  |
| |                                       |  |  |  |  |  |  |  |  |  |  |  |  |  |  |  |
| | 14. Fernando II de Aragón (=10)       |  |  |  |  |  |  |  |  |  |  |  |  |  |  |  |
| |                                       |  |  |  |  |  |  |  |  |  |  |  |  |  |  |  |
| |                                       |  |  |  |  |  |  |  |  |  |  |  |  |  |  |  |
| | 29. Juana Enríquez (=21)              |  |  |  |  |  |  |  |  |  |  |  |  |  |  |  |
| |                                       |  |  |  |  |  |  |  |  |  |  |  |  |  |  |  |
| |                                       |  |  |  |  |  |  |  |  |  |  |  |  |  |  |  |
| | 7. María de Aragón                    |  |  |  |  |  |  |  |  |  |  |  |  |  |  |  |
| |                                       |  |  |  |  |  |  |  |  |  |  |  |  |  |  |  |
| |                                       |  |  |  |  |  |  |  |  |  |  |  |  |  |  |  |
| | 30. Juan II de Castilla (=22)         |  |  |  |  |  |  |  |  |  |  |  |  |  |  |  |
| |                                       |  |  |  |  |  |  |  |  |  |  |  |  |  |  |  |
| |                                       |  |  |  |  |  |  |  |  |  |  |  |  |  |  |  |
| | 15. Isabel I de Castilla (=11)        |  |  |  |  |  |  |  |  |  |  |  |  |  |  |  |
| |                                       |  |  |  |  |  |  |  |  |  |  |  |  |  |  |  |
| |                                       |  |  |  |  |  |  |  |  |  |  |  |  |  |  |  |
| | 31. Isabel de Portugal(=23)           |  |  |  |  |  |  |  |  |  |  |  |  |  |  |  |
| |                                       |  |  |  |  |  |  |  |  |  |  |  |  |  |  |  |
| |                                       |  |  |  |  |  |  |  |  |  |  |  |  |  |  |  |

## En la cultura popular

### En el cine
| Año  | Película                                          | Director                                               | Actor                                                                                 |
| ---- | ------------------------------------------------- | ------------------------------------------------------ | ------------------------------------------------------------------------------------- |
| 1923 | En el palacio del rey (In the Palace of the King) | Emmett J. Flynn                                        | Sam De Grasse                                                                         |
| 1934 | Willem van Oranje                                 | Jan Teunissen                                          | Cruys Voorbergh                                                                       |
| 1937 | Fire Over England                                 | William K. Howard                                      | Raymond Massey                                                                        |
| 1940 | The Sea Hawk (El halcón del mar)                  | Michael Curtiz                                         | Montagu Love                                                                          |
| 1946 | Monsieur Beaucaire                                | George Marshall                                        | Howard Freeman                                                                        |
| 1954 | El alcalde de Zalamea                             | José Gutiérrez Maesso                                  | Fernando Rey                                                                          |
| 1955 | La princesa de Éboli                              | Terence Young                                          | Paul Scofield                                                                         |
| 1962 | Il dominatore dei sette mari                      | Rudolph Maté y Primo Zeglio                            | Umberto Raho                                                                          |
| 1966 | El Greco                                          | Luciano Salce                                          | Fernando Rey                                                                          |
| 1991 | Don Juan en los infiernos                         | Gonzalo Suárez                                         | Iñaki Aierra                                                                          |
| 1998 | Elizabeth                                         | Shekhar Kapur                                          | George Yiasoumi                                                                       |
| 2005 | Cineastas contra magnates                         | Carlos Benpar                                          | Antonio Regueiro                                                                      |
| 2007 | Elizabeth: la edad de oro                         | Shekhar Kapur                                          | Jordi Mollà                                                                           |
| 2008 | La conjura de El Escorial                         | Antonio del Real                                       | Juanjo Puigcorbé                                                                      |
| 2010 | La princesa de Éboli                              | Belén Macías                                           | Eduard Fernández                                                                      |
| 2016 | El Ministerio del Tiempo (serie de televisión)    |                                                        | Carlos Hipólito (Temporada 2, Episodio 13) y Jorge Clemente (Temporada 4, Episodio 3) |
| 2016 | Carlos, rey emperador (Serie de televisión)       | Oriol Ferrer, Salvador García Ruiz y Jorge Torregrossa | Pablo Arbués, Álvaro Cervantes y Marcel Borràs                                        |
| 2017 | Reinas (serie de televisión)                      | José Luis Moreno y Manuel Carballo                     | Adrián Castiñeiras                                                                    |

### En la literatura
- La novela Las glorias de don Ramiro: una vida en tiempos de Felipe segundo, de Enrique Larreta.